# Moréac
Moréac [mɔʁeak] est une commune française située dans le département du Morbihan, en région Bretagne.

## Géographie

### Situation

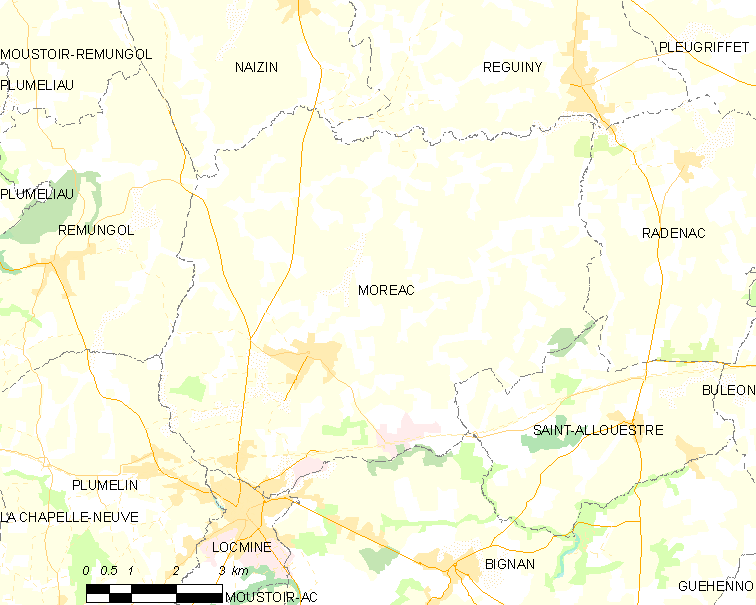
Carte de Moréac et des communes avoisinantes.

La commune se situe dans le Nord du département du Morbihan, au Nord-Est de Locminé.
| Naizin   |                 | Réguiny          |
| Remungol | Moréac          | Radenac          |
| Plumelin | Locminé, Bignan | Saint-Allouestre |

### Relief et hydrographie
Le relief de la commune est vallonné : la ligne de crête la plus élevée, située au centre sud du territoire communal, orientée Ouest-Est de Lann Pell à l'Ouest au Cranno à l'Est, et passant au sud du bourg, est située vers 140 et 120 mètres d'altitude, culminant à 149 mètres au lieu-dit Beauregard. Une autre zone élevée se trouve dans la partie nord-est du finage communal : elle atteint 131 mètres d'altitude dans la Lande de Bergero et 124 mètres dans la Lande du Scaouët, entre le Golud et Corcorec (ces deux endroits sont devenus des sites de parcs éoliens). Le bourg est vers 120 mètres d'altitude. Les points les plus bas se situent dans les vallées : celle de l'Ével est à 80 mètres à son entrée dans la commune (étang de Réguiny) et à 55 mètres à sa sortie du territoire communal.

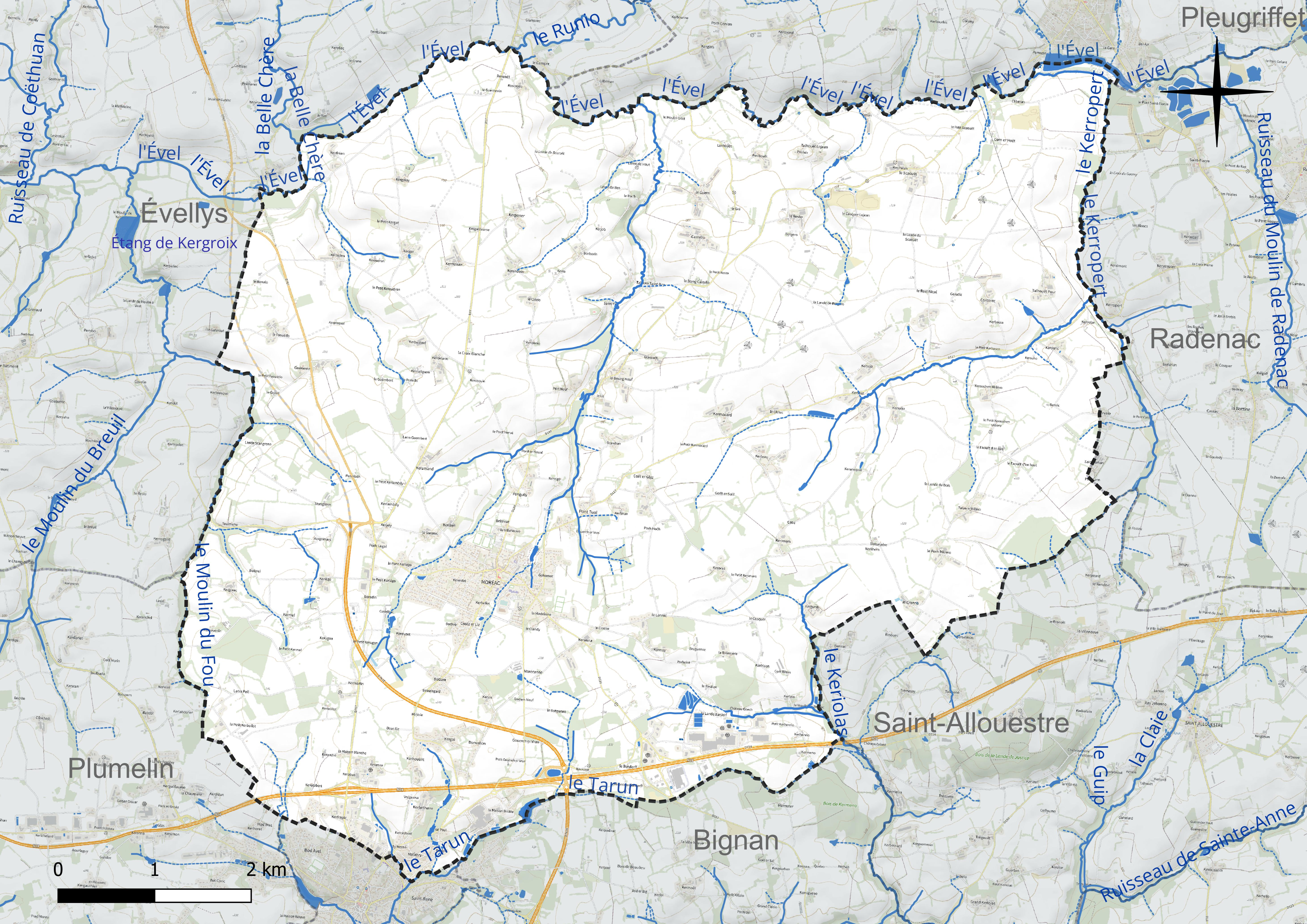
Carte du réseau hydrographique de Moréac.
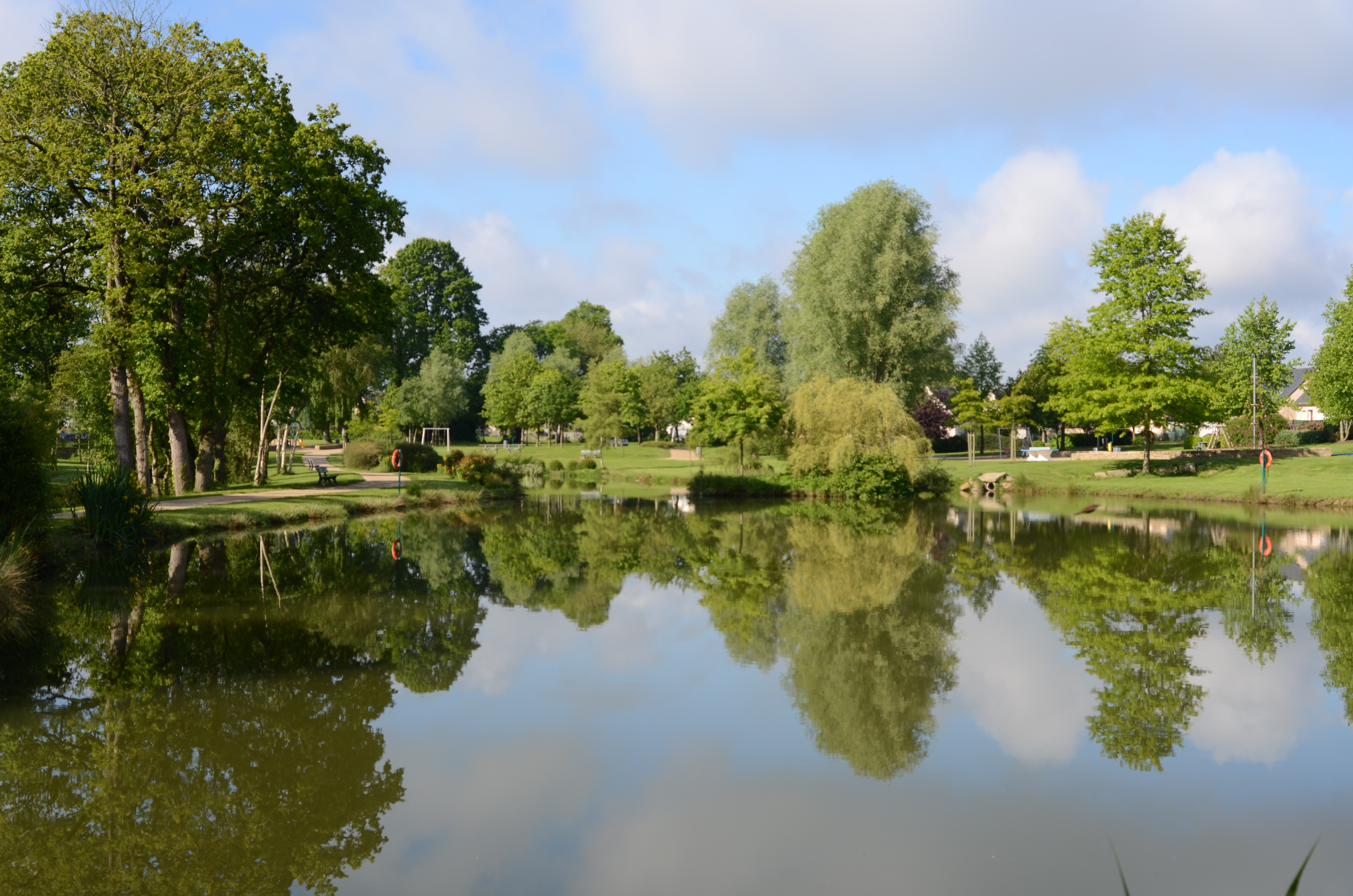
L'Étang communal et son parc arboré.

L'Ével, un affluent du Blavet, sert de limite nord à la commune avec Réguiny et Évellys ; trois de ses affluents de rive gauche servent aussi de limite communale : le Ruisseau de Pont-Cassac (nommé Ruisseau de Kerropert dans sa partie aval), sépare à l'Est, le finage de Moréac de celui de Radenac et alimente l'étang de Réguiny, limitrophe de cette commune ; le Ruisseau du Moulin du Fou, sert en partie de limite ouest avec Plumelin et Remungol ; au sud le Tarun sépare Moréac de Bignan et Locminé ; un quatrième affluent de l'Ével, le Ruisseau de Saint-Ivy, draine le centre nord du territoire communal, passant un peu à l'Ouest du bourg de Moréac. Le Ruisseau de Keriolas, affluent de la Claie, elle-même affluente de l'Oust, a son bassin de réception dans la partie sud de la commune, et sert, sur une petite partie de son cours, de limite avec Saint-Allouestre.

### Hydrographie
Pour un article plus général, voir Réseau hydrographique du Morbihan.
La commune est située dans le bassin Loire-Bretagne. Elle est drainée par l'Evel, le Runio, le Tarun, le Kerropert, le Moulin du Fou, le Keriolas, le ruisseau le Passoué et divers autres petits cours d'eau,.
L'Ével, d'une longueur de 52 km, prend sa source dans la commune de Réguiny et se jette  dans le Blavet à Quistinic, après avoir traversé onze communes. 
Le Runio, d'une longueur de 15 km, prend sa source dans la commune de Kerfourn et se jette  dans l'Ével à Évellys, après avoir traversé cinq communes. 
Le Tarun, d'une longueur de 21 km, prend sa source dans la commune de Bignan et se jette  dans l'Ével à Baud, après avoir traversé huit communes. 

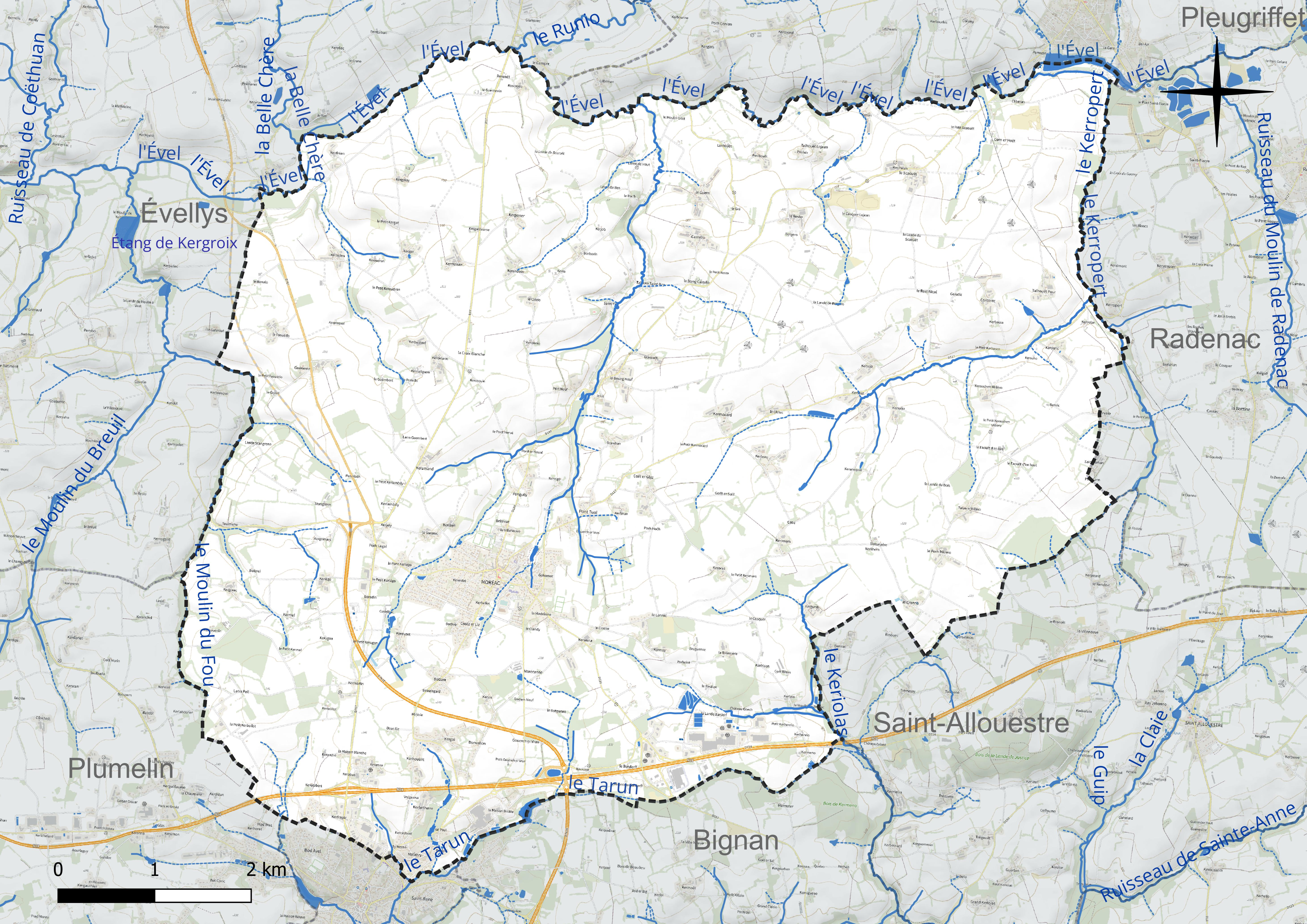
Réseau hydrographique de Moréac.

### Climat
Le climat qui caractérise la commune est qualifié, en 2010, de « climat océanique franc », selon la typologie des climats de la France qui compte alors huit grands types de climats en métropole. En 2020, la commune ressort du type « climat océanique » dans la classification établie par Météo-France, qui ne compte désormais, en première approche, que cinq grands types de climats en métropole. Ce type de climat se traduit par des températures douces et une pluviométrie relativement abondante (en liaison avec les perturbations venant de l'Atlantique), répartie tout au long de l'année avec un léger maximum d'octobre à février.
Les paramètres climatiques qui ont permis d’établir la typologie de 2010 comportent six variables pour les températures et huit pour les précipitations, dont les valeurs correspondent à la normale 1971-2000. Les sept principales variables caractérisant la commune sont présentées dans l'encadré ci-après.
| Paramètres climatiques communaux sur la période 1971-2000 - Moyenne annuelle de température : 11,3 °C - Nombre de jours avec une température inférieure à −5 °C : 1,4 j - Nombre de jours avec une température supérieure à 30 °C : 1,3 j - Amplitude thermique annuelle : 12 °C - Cumuls annuels de précipitation : 905 mm - Nombre de jours de précipitation en janvier : 13,8 j - Nombre de jours de précipitation en juillet : 6,7 j |

Avec le changement climatique, ces variables ont évolué. Une étude réalisée en 2014 par la direction générale de l'Énergie et du Climat complétée par des études régionales prévoit en effet que la température moyenne devrait croître et la pluviométrie moyenne baisser, avec toutefois de fortes variations régionales. La station météorologique de Météo-France installée sur la commune et en service de 1994 à 2020 permet de connaître l'évolution des indicateurs météorologiques. Le tableau détaillé pour la période 1981-2010 est présenté ci-après.
| Mois                                  | jan.             | fév.          | mars          | avril         | mai           | juin          | jui.          | août          | sep.        | oct.            | nov.          | déc.            | année      |
| ------------------------------------- | ---------------- | ------------- | ------------- | ------------- | ------------- | ------------- | ------------- | ------------- | ----------- | --------------- | ------------- | --------------- | ---------- |
| Température minimale moyenne (°C)     | 3,2              | 3,4           | 4,2           | 5,5           | 8,9           | 11,4          | 13            | 13,1          | 10,6        | 9,1             | 5,8           | 3,2             | 7,6        |
| Température moyenne (°C)              | 6                | 6,7           | 8,5           | 10,4          | 13,8          | 16,8          | 18,4          | 18,6          | 15,8        | 13              | 9             | 6,1             | 12         |
| Température maximale moyenne (°C)     | 8,7              | 10,1          | 12,7          | 15,4          | 18,7          | 22,1          | 23,8          | 24            | 21,1        | 16,9            | 12,2          | 8,9             | 16,2       |
| Record de froid (°C) date du record   | −11,5 02.01.1997 | −9 11.02.12   | −7,5 01.03.05 | −3,5 11.04.03 | −1 01.05.16   | 3,2 01.06.11  | 5 29.07.15    | 4 28.08.1998  | 2 24.09.03  | −5,5 30.10.1997 | −5,9 29.11.10 | −9 31.12.1996   | −11,5 1997 |
| Record de chaleur (°C) date du record | 17,5 27.01.03    | 22,1 27.02.19 | 23 20.03.05   | 27,8 20.04.18 | 30,5 26.05.17 | 34,5 22.06.03 | 36,1 19.07.16 | 38,5 09.08.03 | 32 04.09.13 | 28,2 02.10.11   | 19 01.11.15   | 15,5 11.12.1994 | 38,5 2003  |
| Précipitations (mm)                   | 125,2            | 85            | 78,7          | 71,8          | 75,4          | 50            | 50,4          | 52,4          | 73,8        | 109,9           | 107,8         | 124,2           | 1 004,6    |

### Transports

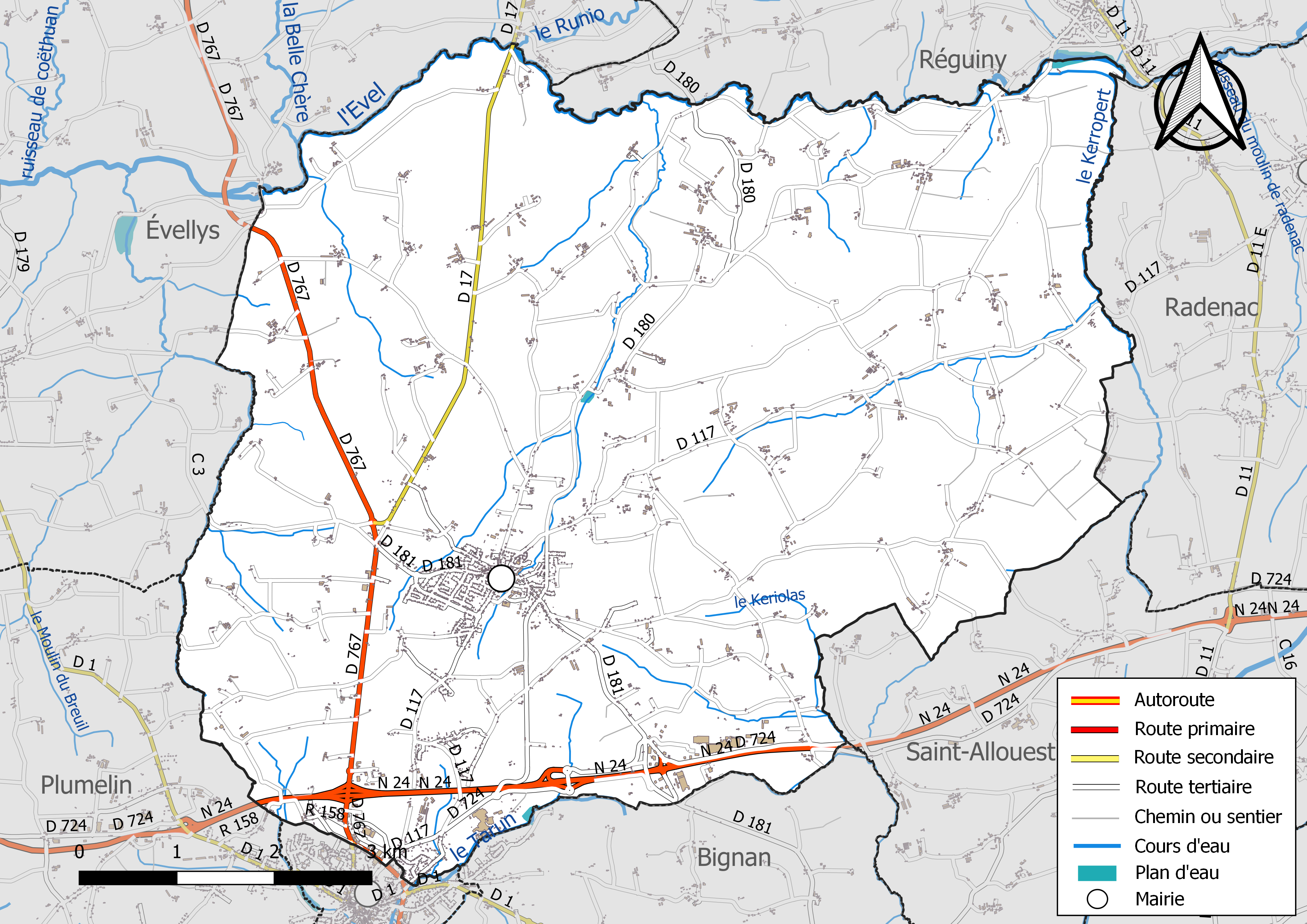
Le réseau routier de Moréac.

La commune est traversée par des axes routiers importants : la Route nationale 24, axe Rennes-Lorient, aménagée en voie expresse, passe dans la partie sud du territoire communal ; la D 767 (ancienne Route nationale 167), est aussi aménagée en voie expresse entre Vannes et Pontivy et traverse selon une orientation sud-nord la partie ouest de la commune ; la D 17 s'y embranche en diection de Naizin et Rohan. L'échangeur de Kerabuse, situé au carrefour des deux voies expresses précitées, se trouve dans la partie sud-ouest de la commune, aussi desservie par l'échangeur du Bardeff situé sur la RN 24 à l'est du précédent, et qui a permis le développement d'une importante zone industrielle à proximité.
Le bourg lui-même de Moréac est à l'écart de ces importants axes routiers desservi uniquement par des routes secondaires (D 117, D 180, D 181)

### Habitat et paysages
La commune présentait traditionnellement un paysage de bocage avec de nombreuses landes (surtout dans sa partie nord : toponymes "La Lande de Roscoët", "La Lande de Bergero", "La Lande du Scaouët", "La Lande du Bois") et un habitat dispersé en de nombreux écarts formés de hameaux (appelés loclement "villages") et fermes isolées. Mais le paysage communal a été transformé par les voies expresses (qui ont provoqué un remembrement), la création de zones industrielles et artisanales et un développement important du bourg avec la création de nombreux lotissements à sa périphérie. Une rurbanisation limitée est perceptible par exemple aux alentours du hameau de Kergal. La partie sud-ouest de la commune, située en périphérie de Locminé, ville de faible superficie, est désormais urbanisée (quartier de Ty Moten, zone industrielle de la Maison Brûlée). Le Nord de la commune a davantage conservé son aspect rural.

## Urbanisme

### Typologie
Au 1er janvier 2024, Moréac est catégorisée bourg rural, selon la nouvelle grille communale de densité à sept niveaux définie par l'Insee en 2022.
Elle appartient à l'unité urbaine de Locminé, une agglomération intra-départementale regroupant deux communes, dont elle est une commune de la banlieue,,. Par ailleurs la commune fait partie de l'aire d'attraction de Moréac, dont elle est la commune-centre,. Cette aire, qui regroupe 1 communes, est catégorisée dans les aires de moins de 50 000 habitants,.

### Occupation des sols

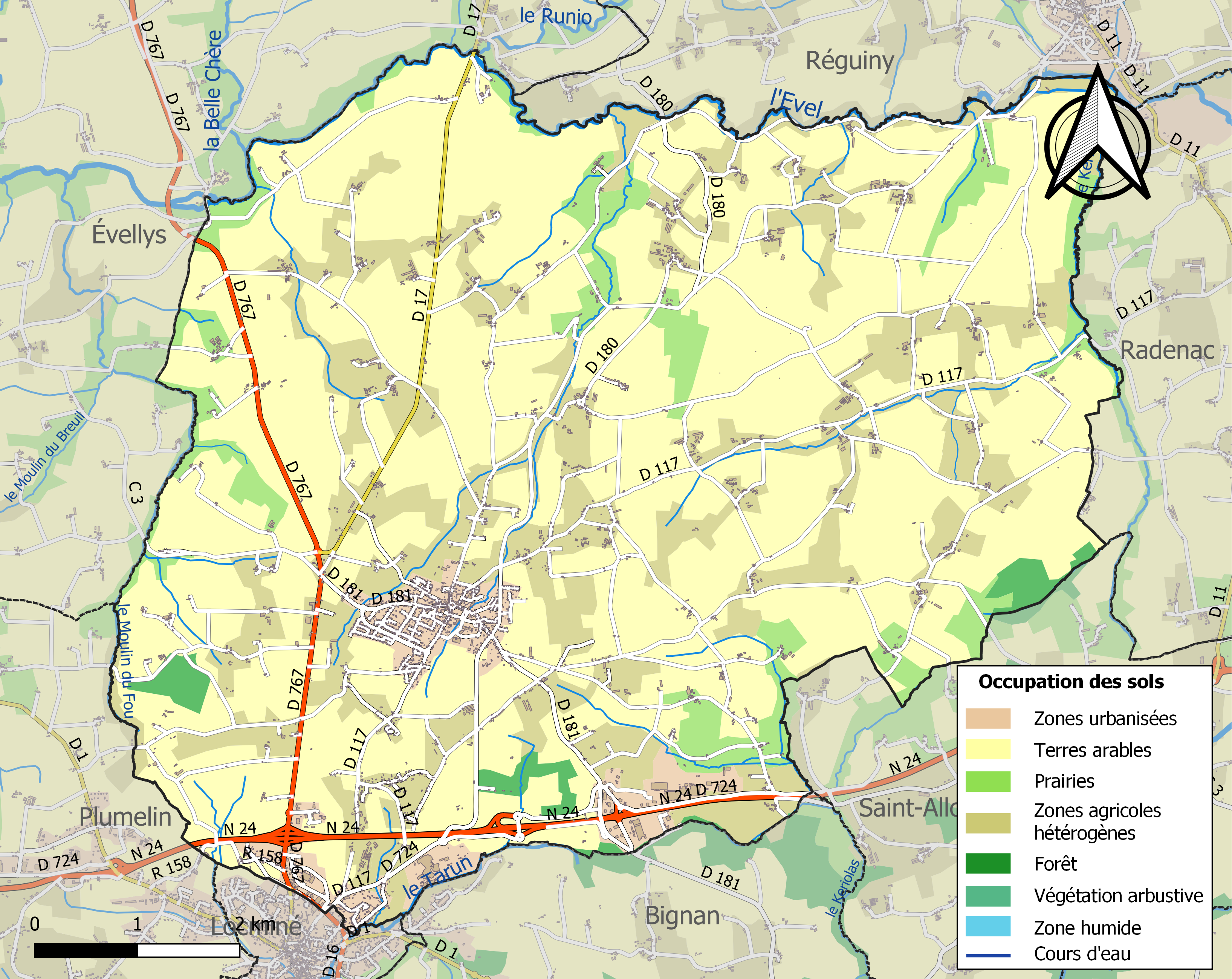
Carte des infrastructures et de l'occupation des sols de la commune en 2018 (CLC).

Le tableau ci-dessous présente l' occupation des sols de la commune en 2018, telle qu'elle ressort de la base de données européenne d’occupation biophysique des sols Corine Land Cover (CLC).
| Type d’occupation                                                                   | Pourcentage | Superficie (en hectares) |
| ----------------------------------------------------------------------------------- | ----------- | ------------------------ |
| Tissu urbain discontinu                                                             | 2,9 %       | 174                      |
| Zones industrielles ou commerciales et installations publiques                      | 1,6 %       | 96                       |
| Terres arables hors périmètres d'irrigation                                         | 65,2 %      | 3915                     |
| Prairies et autres surfaces toujours en herbe                                       | 6,5 %       | 388                      |
| Systèmes culturaux et parcellaires complexes                                        | 19,4 %      | 1167                     |
| Surfaces essentiellement agricoles interrompues par des espaces naturels importants | 3,0 %       | 182                      |
| Forêts de feuillus                                                                  | 0,9 %       | 52                       |
| Forêts mélangées                                                                    | 0,6 %       | 35                       |
| Source : Corine Land Cover                                                          |             |                          |

## Toponymie
Attestée sous la forme Moriacum en 1008, Moreyac en 1273, Moreiac en 1280, Moreac en 1387.
L'hypothèse la plus couramment admise concernant l'origine du nom en fait le fait provenir du nom d'un ancien domaine gallo-romain, ce que le suffixe ac laisse supposer ; toutefois une autre hypothèse, qui semble peu crédible, dit qu'en raison de richesse du sol en minerai de fer, dont l’extraction avait débuté dès l'époque gauloise, vers le IIIe siècle de notre ère, les Gallo-Romains auraient fait garder les carrières et les forges par des mercenaires recrutés en Mauritanie. Leurs descendants leur auraient laissé leur nom « Mauriacus »,[réf. à confirmer].
Mouriec en breton.
En gallo, le nom est Mouria ou Moria, prononcé [murja] ou [mɔrja],[réf. à confirmer].

## Histoire

### Préhistoire et Antiquité
52 haches à douille en bronze, soigneusement rangées, ont été trouvées à Boëdic en Moréac vers 1895, mais malheureusement dispersées par le paysan découvreur.
Louis Rosenzweig indique la présence d'un menhir d'à peu près 2 mètres de hauteur près de la chapelle Saint-Jean et d'un retranchement important près de Bot-Coët. Joseph Mahé le décrit en 1825 comme « un sillon de terre, haut d'environ six pieds, long d'environ quatre-vingt-dix pas, qui forme une ligne droite » et selon Joseph-Marie Le Mené « il se compose de forts parapets et de larges douves » ; Une amphore y a été trouvée en 1852.
Le nom « Moréac » désigne un ancien domaine gallo-romain.

### Moyen Âge
Moréac serait une paroisse primitive, qui aurait été occupé par des Bretons venus des Îles britanniques vers le VIe siècle, ce qui explique la toponymie bretonne de la plupart des lieux-dits.
Un monastère, nommé Loc-Menech en Moréac [aujourd'hui Locminé, alors en Moréac et devenu une paroisse séparée en 1038], associé à l'abbaye de Saint-Gildas-de-Rhuys, aurait existé et aurait été abandonné en 885 à la suite des invasions normandes, les moines émigrant ensemble hors de Bretagne ; il aurait été restauré par la suite, mais serait devenu un simple prieuré.
La famille de Moréac, dont la seigneurie était alors importante, fut connue vers le milieu du Moyen-Âge : Geoffroy de Moréac est cité en 1125 ; Thibaud de Moréac (décédé le 15 janvier 1312) fut évêque de Dol.
Aux XIIe siècle et XIIIe siècle Moréac dépendait des seigneurs de Lanvaux. Selon Jean-Baptiste Ogée, en 1280, Pierre de Tronchâteau, chevalier, seigneur de Moréac, vendit cette seigneurie à Geoffroi de Rohan, dans la famille dans laquelle elle est toujours restée. En 1420, les manoirs sont Kermenay, à Jean de Kermenou ; Kergozlai, à Eon de Réan ; Pengevily, à Jean de Bréac ; le Roscouet, à François du Roscouet, Kerderien, au nommé Pengréal ; Bernac, à N.
Selon un aveu de 1471, Moréac était, au sein de la vicomté de Rohan, une des 46 paroisses ou trèves de la seigneurie proprement dite de Rohan. Des membres successifs de la famille de Kermeno furent sergents féodés pour le compte des Rohan.
La famille du Roscoet [Roscouet], seigneur du dit-lieu, en Moréac, est représentée aux montres et réformations de l'évêché de Vannes entre 1481 et 1536.

### Temps modernes
La paroisse était divisée en six frairies (Bourg, Bourgneuf, Saint-Ivy, Lojean, Faouët et Sainte-Anne). et possédait 8 chapellenies (Saint-Jacques du Bourgneuf, Saint-Esprit du Faouët, du Saint-Sacrement [dans l'église paroissiale], Saint-Ivy, Saint-Jean [Lojean], Roscoët, Kerdréan et Saint-Julien).

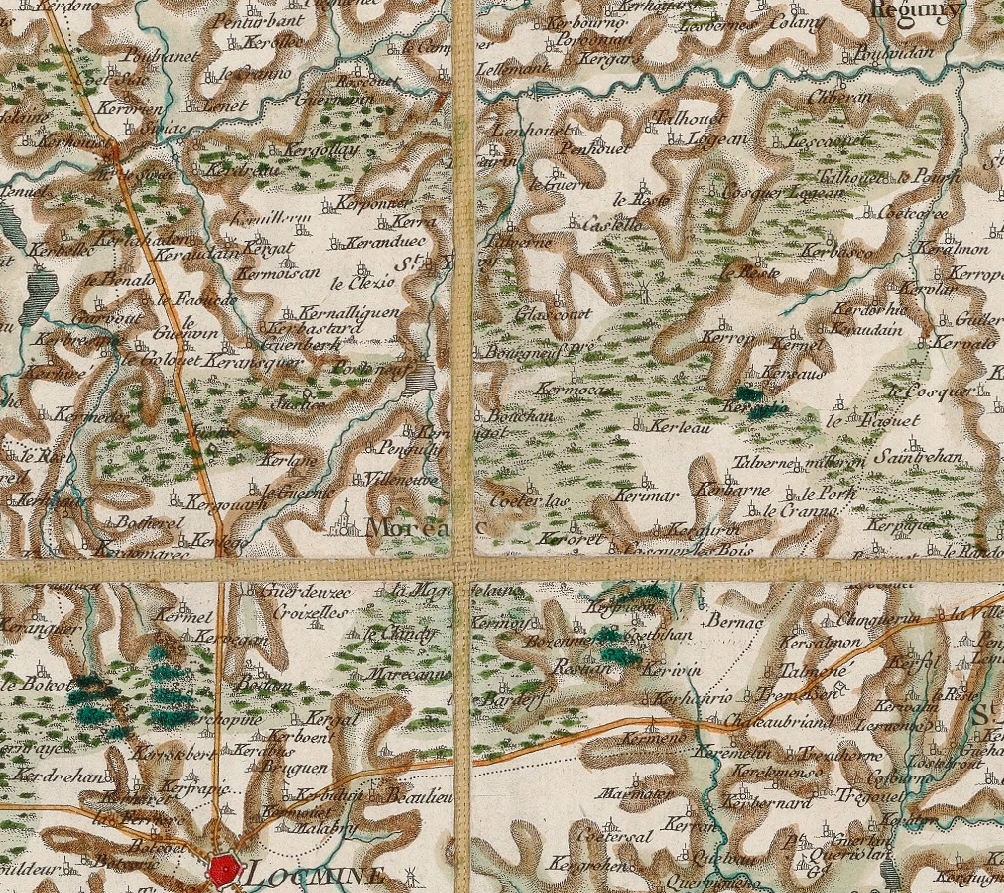
Carte de Cassini de la paroisse de Moréac (1789).

Jean-Baptiste Ogée décrit ainsi Moréac en 1778 :

« Moréac ; à 6 lieues et demie au Nord de Vannes, son Évêché ; à 18 lieues de Rennes ; & à 4 lieues trois-quarts de Pontivi Pontivy, sa sous-délégation . Il s'y exerce une haute justice, qui ressortit au Duché de Rohan séant [siégeant] à Pontivi. Cette paroisse ressortit à Ploërmel, et compte 3000 communiants, y compris ceux de Millerou, sa trève : la cure est à l'alternative. Le territoire de Moréac renferme des terres bien cultivées, des prairies, et des landes. (...) Les basses justices du Bois-du-Lie et du Fou appartiennent à M. de Rosili,. »

### Révolution française
Vincent Le Gac, recteur de Moréac entre 1773 et 1791 refusa de prêter le serment de fidélité à la Constitution civile du clergé et devint donc prêtre réfractaire : il disparut dans la tourmente révolutionnaire sans que l'on sache ce qu'il devint. Le curé Bellec fut déporté à l'Île de Ré.
Dans la nuit du 3 au 4 floréal an IX (23 au 24 avril 1801) une bande de 7 ou 8 chouans (comprenant notamment Gomez, Boulvais [de Saint-Allouestre] et Colomban Julé [de Moréac]), agissant semble-t-il d'après un ordre de Pierre Guillemot, enlevèrent (en raison de leur soutien à la Révolution et à la République) le maire Yves Le Toquin, l'adjoint au maire Jean Le Corvec (meunier du moulin de Bourgneuf), Mathurin Auffredo (de Kermocard) et Clément Le Hazif, qu'ils assassinèrent près du château de Kerguéhennec.

### XIXesiècle

#### Une commune légimimiste

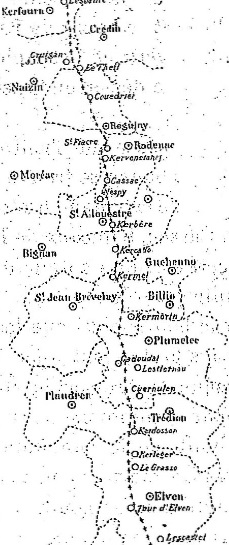
Carte de la limite lingustique entre les langues bretonne et gallèse en 1886 (par Paul Sébillot).

En février 1802 des chefs de bande des Chouans dont Légat et L'Annour (de Moréac), Mathurin Jean, Durban-Malabry et Milhac déposèrent les armes et se constituèrent prisonniers.
Bonaparte, alors Premier consul, demande le 15 prairial an XI (4 juin 1803) à son ministre de la justice Régnier de demander des renseignements sur les maires et curés de Moréac et des communes voisines, « ainsi que sur la situation de l'esprit public de ces communes et ceux des habitants qui pourraient être soupçonnés » de correspondre avec Georges Cadoudal.
Julien Guillemot, fils de Pierre Guillemot, fut l'un des chefs de la Chouannerie de 1832 (qui débuta dès 1831) ; il fut arrêté en octobre 1831 alors qu'il s'était caché dans une maison de Moréac, tentant d'échapper aux gendarmes qui le cherchaient. En décembre 1831 une bande d'une quarantaine de réfractaires (par légitimisme et hostilité à la monarchie de Juillet) maltraita gravement dans le village du Crano des membres des familles Leveno et Le Bigot et leurs domestiques ; parmi les réfractaires furent reconnus François Le Barbier et Joachim Le Gal, de Moréac. Quatre chouans de Moréac qui avaient jeté dans un brasier un patriote furent condamnés à mort le 7 juin 1832 par le jury du Morbihan. Le 13 novembre 1832, la cour d'assises d'Ille-et-Vilaine condamne René Audo, de Moréac, à 12 années d'emprisonnement pour « attentat contre la sécurité publique » et il est emprisonné un peu plus de 2 ans de novembre 1832 à février 1835 à la prison du Mont Saint-Michel. En mars 1834, l'abbé Cadio, vicaire à Moréac, passé à la clandestinité depuis 25 mois, ami de Julien Guillemot et de Joseph de Cadoudal, fit sa soumission au sous-préfet de Pontivy.
Le 18 octobre 1832 des gendarmes voulurent arrêter trois hommes ivres mêlés à une dispute à la foire de Bougneuf en Moréac ; les paysans présents attaquer les gendarmes pour libérer les prisonniers. L'intervention de soldats de Locminé qui tirèrent des coups de feu sur la foule pour rétablir l'ordre provoqua une hécatombe : trois tués, entre 25 et 30 blessés dont 4 moururent les jours suivants.
En 1841 le décès d'un réfractaire, un nommé Métayer, victime de la fièvre typhoïde, fut le prétexte à plusieurs rassemblements de paysans (à Plumelin le 11 mars, à Moréac le 17 mars et à Naizin un peu plus tard. Métayer n'ayant rien fait d'extraordinaire, « on ne peut voir dans ce déploiement de pompe funéraire que la volonté de présenter comme honorable la conduite des réfractaires, d'encourager la résistance à la loi et de pousser leurs camarades à les imiter ».

#### La seconde moitié duXIXesiècle
A. Marteville et P. Varin, continuateurs de Jean-Baptiste Ogée, décrivent ainsi Moréac en 1853 :

« Moréac : commune formée de l'ancienne paroisse de ce nom ; aujourd'hui succursale ; brigade de gendarmerie à pied. (...) Principaux villages : le Foouédo, Kergat, Kerlatradenne, Keraudrent, Kertrandoëc, Kerra, Kerponer, Calverne, le Bourgneuf, Castello, le Guerne, Lerrian, Kerob, le Reste-Nicol, Talhouët-Pour, Kergomars, Kergorec, Kermel, Keroret, Kerdelann, le Guenebert, Bonéhan, Kermocar, Coët-er-Glas, Goharnec, Kerduzet, Kergal, Belle-Ile, Keroret, Rosenière, Kerivin, Kerimars, Kerguérin, Kerléau, Kermocard, Keransquel, le Faouët-d'Enbas, le Faouët-d'Enhaut, le Port, Calverne, Millero, le Crano. Superficie totale : 6 002 herctares 11 ares, dont (...) terres labourables 1 780 ha, prés et pâturages 433 ha, bois 266 ha, vergers et jardins 135 ha, landes et incultes 3 225 ha, étangs 7 ha (...). Moulins de Bolant, du Bourgneuf, de Bernac, du Roscouet, à eau ; de Féran, de Bergeros, de Bernac, du Roscouet, à vent. La grande route de Pontivy à Locminé traverse cette commune du sud au nord ; elle est aussi coupée par celle de Josselin à Locminé. (...) Il y a foire à Bourgneuf le 18 et le 25 octobre. Géologie : schiste talqueux, minerai de fer. On parle le breton. »

En décembre 1873 1 099 habitants des communes de Guidel, Plumelec, Saint-Servant, Cruguel, Plumelin, Locminé, Guéhenno, Moréac, Carentoir et Guénin demandent, dans une pétition déposée à  l'Assemblée nationale, « le rétablissement, dans le plus bref délai, de la royauté en France, en la personne de Henri V, héritier légitime du trône de France ».
Lors de la campagne des élections législatives de 1876 le recteur de Moréac et son vicaire ont « vomi les plus grandes horreurs contre MM. Le Maguet et Cadoret » (candidats opposés au comte Albert de Mun, légitimiste, lequel fut élu député).
À la fin du mois de septembre 1895 un terrible incendie, dû à l'imprudence d'enfants jouant avec des allumettes, détruisit 14 maisons dans le bourg de Moréac. L'absence de toute pompe à incendie dans la commune et la présence de meles de paille et de foin beaucoup trop rapprochées des habitations expliquent l'étendue du désastre. Les pompiers de Locminé arrivèrent, mais en raison du manque d'eau, il fallut alimenter les pompes avec du cidre, heureusement « très abondant cette année ». « Tout le bourg menaçait d'être la proie des flammes, lorsque plusieurs personnes ont promis une offrande, soi à Notre-Dame de Crénénan, soit à Sainte-Anne d'Auray ; c'est, sans doute, grâce à ce secours surnaturel que la direction du vent a tout à coup changé, et que la proportion des dégâts a été moins considérable » écrit le journal La Croix.
En décembre 1896 Moréac élit deux prêtres comme délégués sénatoriaux représentant la commune : le recteur de la paroisse et le directeur de l'école libre, l'abbé Thoret (aussi conseiller municipal).

### XXesiècle

#### La Belle Époque
Les incendies étaient fréquents ; par exemple en mai 1901 le feu détruisit dans le hameau du Faouët en Moréac « deux corps de bâtiment composés d'une maison d'habitation, d'une cave, d'une écurie et d'une grange, le tout couvert en chaume. Tout le mobilier, la literie, linge, (...), paille, foin, grain, instruments aratoires et 32 barriques de cidre ont été la proie des flammes ». Une maison est la proie des flammes au Petit Kerimard en juillet 1904. Deux enfants meurent dans un incendie dans la ferme de Jean-Marie Picquot située à Kerboloch le 26 novembre 1904. En janvier 1905 le feu détruit une maison d'habitation à Prat-Paul et une autre maison en avril 1905 dans le village du Golut. En août 1906 c'est une maison et une écurie qui sont détruites par le feu au Bourgneuf. Le 1er août 1908 c'est une ferme du hameau de Ker-Fricon qui est la proie des flammes ; deux grandes fermes et leurs dépendances sont détruites par le feu en août 1913 au Bourgneuf ; etc..
La ligne de chemin de fer à voie métrique des Chemins de fer du Morbihan allant de Locminé à Ploërmel, en passant par Moulin Gilet (lieu-dit situé à la limite nord de Moréac), ouvre en 1902 et celle allant de Moulin Gilet à Pontivy en 1905. Ces lignes on fermé en 1939.

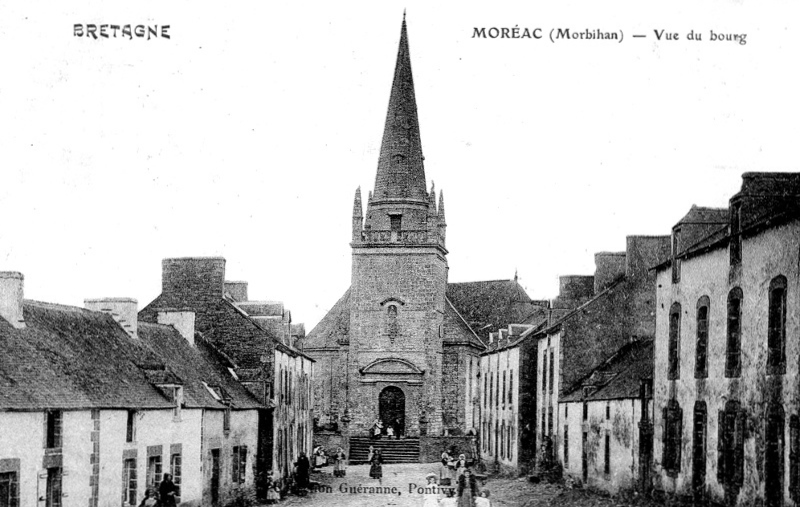
L'église paroissiale de Moréac au début du XXe siècle (carte postale).
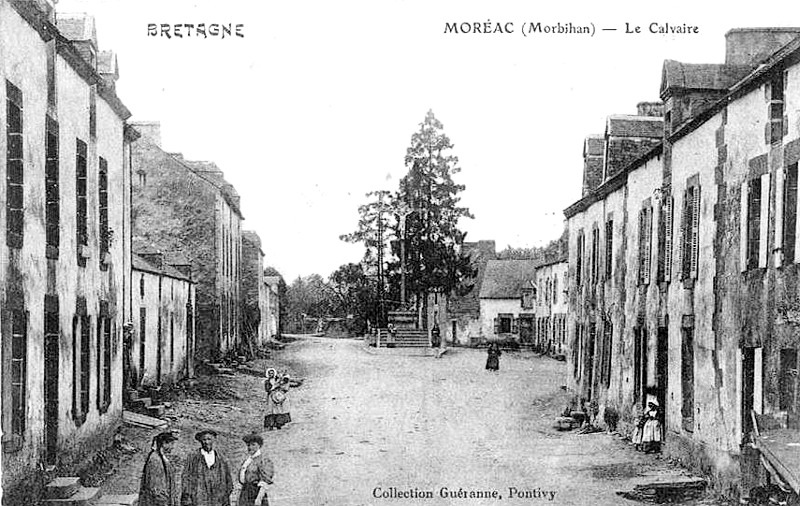
Moréac : rue principale et calvaire au début du XXe siècle (carte postale).
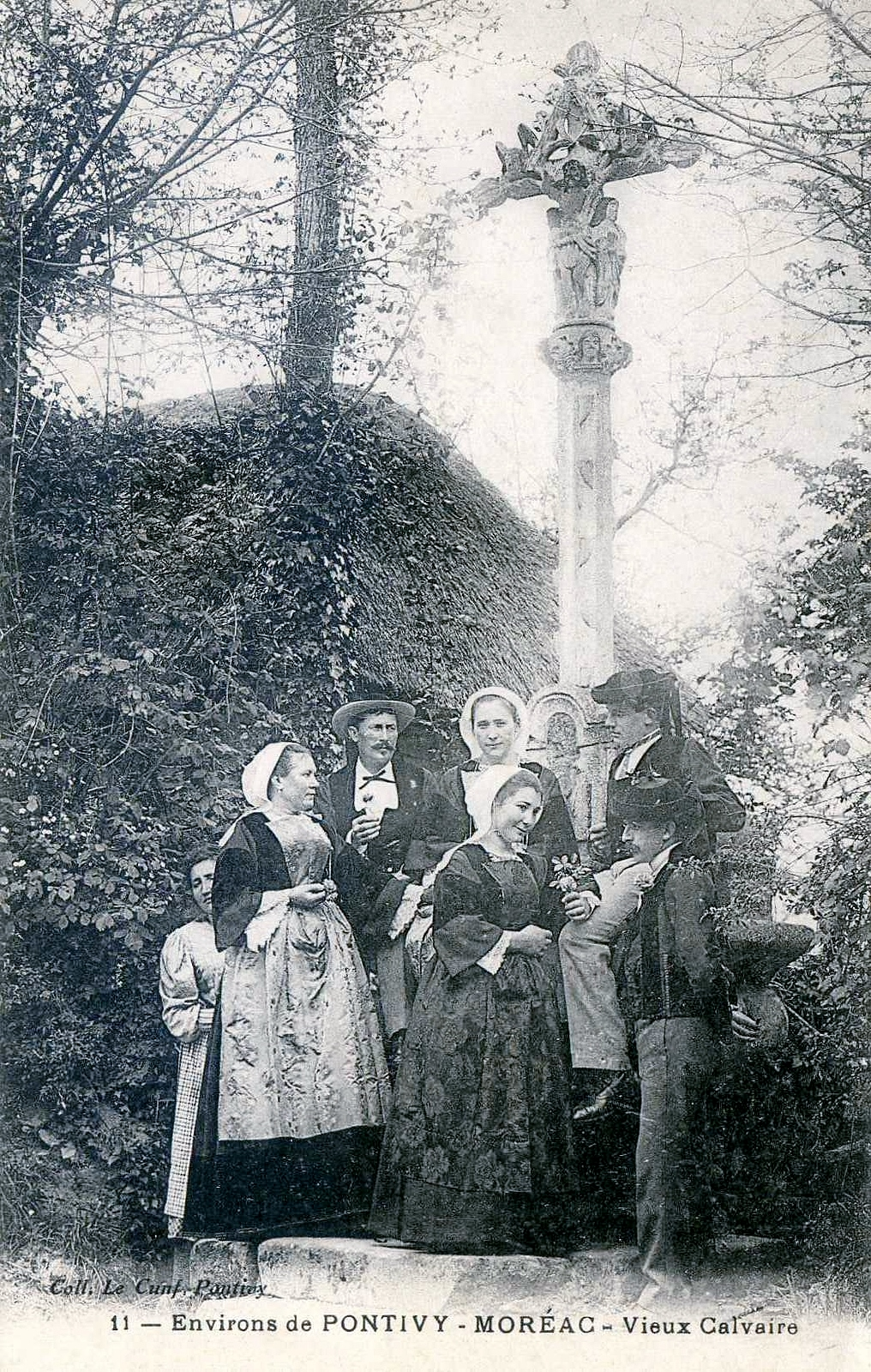
Le vieux calvaire de Moréac et habitants en costume traditionnel (carte postale, 1905).

Le 30 juillet 1902 le conseil municipal de Moréac, à l'unanimité, protesta contre la fermeture de l'école libre des filles et l'expulsion des religieuses de Kermaria. Il signale « l'indignation des pères et mères de famille qui réclament pour leurs enfants un enseignement chrétien » et « demande la réintégration des Sœurs dans le plus bref délai ».
Le 30 novembre 1902 plusieurs maires de la région, dont Martin, maire de Moréac, réunis à Pontivy, signent un texte dans lequel ils refusent de surveiller si les prêtres de leur paroisse utilisent la langue française, et non la langue bretonne, lors des leçons de catéchisme et des instructions religieuses.
En mars 1906 l'inventaire des biens d'église dut se faire sous la protection d'un escadron du 2e chasseurs, qui fut toutefois accieilli par des cris de « Vive l'armée ! » criés par des paroissiens.
En 1906 Paul Bourget a décrit l'histoire de "Mathurine l'Éleveuse", surnommée aussi "la maman aux soixante-douze enfants" ; cette femme, d'abord bergère, puis fille de ferme avant de se marier et de bâtîr une chaumière en 1868 près du ruisseau de Pont-ez-Hoah en Moréac, devint nourrice, puis, devenue veuve, se mit à s'occuper de tous les enfants des environs devenus orphelins ou dont les parents ne pouvaient s'occuper. En 1912 25 enfants assistés du département étaient placés à Moréac dans des familles d'accueil. En 1908 Marie Le Breton obtint le Prix de vertu décerné par l'Académie française pour avoir, depuis 1861, alors qu'elle était servante dans une ferme, remplacé la fermière décédée, élevé ses trois enfants et dirigé l'exploitation agricole, le fermier, alcoolique, en étant incapable, et ce, après avoir prononcé des vœux de chasteté et de pauvreté près du Tiers-ordre de Vannes.
La foire de Bourgneuf était organisée chaque année ; en 1908 elle se déroula le lundi 19 octobre : « On y trouve surtout des chevaux et des moutons.Les cultivateurs peuvent s'y procurer tout ce dont on peut avoir besoin dans une ferme : cordages, harnais, instruments aratoires, ustensiles de ménage » écrit le journal L'Ouest-Éclair, qui précise aussi que cette foire « autrefois durait huit jours », mais qu'elle a perdu de son importance tout en tenant encore « l'un des premiers rangs parmi les foires du pays de Locminé ». En 1913 le même journal écrit qu'autrefois cette foire durait même quinze jours et que l'on y accourait de fort loin. « Mais aujourd'hui c'est surtout un lieu de rendez-vous pour la jeunesse des environs. Après les rudes travaux de l'été, il faut bien aussi sacrifier quelque peu au plaisir. Et puis c'est là que se nouent ou que s'affirment bien des relations, que se préparent les noces qui, au printemps, mettront toutes les têtes en fête, surtout cette année que les pommes sont abondantes. En effet, il est de tradition de dire par ici que les années de cidre sont les années où il se fait le plus de mariages ». « La veille avait lieu ce qu'on appelle dans le pays la Petite Foire : les bergers et les bergères des communes avoisinantes ont tous congé ce jour-là pour s'y rendre ».
Un décret du président de la République Armand Fallières en date du 14 juin 1911 attribue, à défaut de bureau de bienfaisance, les biens ayant appartenu à la fabrique de Moréac et actuellement placés sous séquestre à la commune de Moréac.
Les restes du manoir de Bourgneuf étaient encore visibles en 1913 : « on y voit encore une tourelle  en poivrière et un pavillon qui disparaît sous les lierres. La maison est transformée en métairie. C'est l'ancienne demeure des sieurs de Rosily, dont nous avons retrouvé le nom sur l'une des cloches de l'église de Moréac ». On y remarque aussi « la chapelle d'un ancien prieuré du vocable de saint Jacques où on célébrait en grande solennité, en 1729, le mariage du sieur Marin de Moncan et de dame de Coetbourg de Bréquigny. La chapelle est dédiée à sainte Anne. On vient y invoquer saint Bieuzy contre la rage ».

#### Première Guerre mondiale
Le monument aux morts de Moréac porte les noms de 201 soldats morts pour la France pendant la Première Guerre mondiale ; parmi eux 9 sont morts en Belgique (dont 8 dès 1914, notamment à Maissin, Ham-sur-Sambre et Rossignol) ; Arthur Eonet est tué à l'ennemi lors de la Bataille de Sedd-Ul-Bahr en Turquie le 11 juin 1915 ; 4 sont morts ans les Balkans, alors qu'ils étaient membres de l'Armée française d'Orient : Armand Le Coq et Joaquin Tonqueze en 1916 dans l'actuelle Macédoine du Nord, François Eveno en 1916 et Pierre Gillet (ce dernier de maladie après l'armistice le 28 novembre 1918), tous les deux en Serbie ; Jean Nicolo, matelot, est mort lors du naufrage du croiseur cuirassé Amiral Charner le 8 février 1916 ; Mathurin Le Pallec, Olézime Lecoq et François Trégaro sont morts alors qu'ils étaient en captivité en Allemagne ; Joseph Eonet est mort de maladie en 1917 en Suisse où il était interné ; la plupart des autres sont morts sur le sol français. Sept (Joachim Bernard (né le 16 mai 1890), Mathurin Étienne, Joachim Lamour (né le 23 septembre 1892), Joachim Le Bras, François Le Gal, Mélian Ménahèze et Jean Pedrono) ont été décorés à la fois de la Médaille militaire et de la Croix de guerre, Joachim Garel de la Médaille militaire, Joachim Lamour (né le 8 février 1896), Vincent Le Brazidec et Joachim Offreo de la Croix de guerre.
Le 8 décembre 1916, Jean-Marie Le Bras, adjoint faisant fonction de maire à Moréac, est condamné par le tribunal de Pontivy « pour avoir refusé d'obtempérer aux rdres de réquisition du président de la commission de ravitaillement de Vannes ».
Dès novembre 1917, donc avant même la fin de la guerre, la commune de Moréac décida d'élever un monument aux morts pour la Patrie, lequel fut inauguré par Mgr Gouraud, évêque de Vannes.

#### Entre-deux-guerres
En septembre 1922 la commune de Moréac bénéficie d'une subvention du Conseil général du Morbihan pour les travaux entrepris afin de transformer l'ancien cimetière entourant l'église en place publique, « ce qui aura pour résultat d'embellir le bourg et ausi de faciliter la circulation dans sa traversée ».

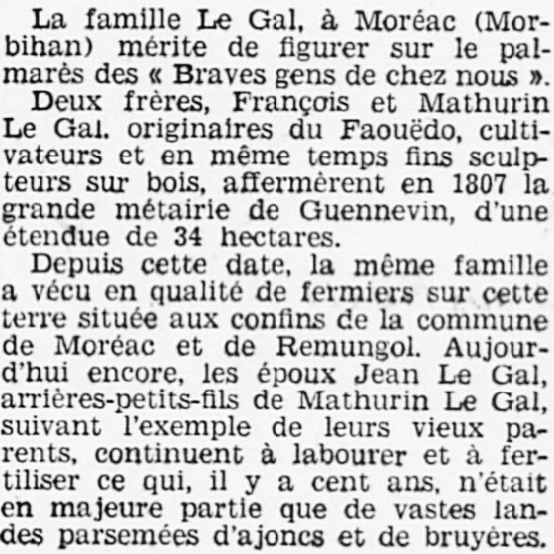
Article du journal L'Ouest-Éclair décrivant la famille Le Gal, de Moréac, qui exploitait en 1937 depuis quatre générations la métairie de Guennevin.

En juin 1933 la croix de chevet de l'église paroissiale de Moréac est classée monument historique.

#### Seconde Guerre mondiale
Le poste de commandement mobile du 4e bataillon des FFI du Morbihan se trouvait à Moréac. Fin septembre 1943 quatre personnes (probablement des résistants) dérobèrent à la mairie toutes les cartes d'alimentation du mois d'octobre. M. Prinklin, un réfugié du Nord âgé de 22 ans, qui s'était installé à Moréac, fut tué par des inconnus (probablement des résistants) en décembre 1943.
Le monument aux morts de Moréac porte les noms de 21 personnes mortes pour la France pendant la Seconde Guerre mondiale ; parmi elles un résistant (Gédéon Février) est fusillé par les Allemands le 12 juin 1944 dans le village de Kergall ; un autre résistant (Jean Duby) et trois autres personnes (Jean Marie Audo , son père Joseph Marie Audo, et Pierre Le Brazidec sont fusillés par les Allemands le 26 juin 1944 dans le village de la Croix-Blanche ; 3 résistants (Georges Le Berd, Hubert Mollo et Louis Nadan) et un chasseur parachutiste du 2e régiment de chasseurs parachutistes (Henri Filippi) ont été fusillés le 18 juillet 1944 à la carrière de Cosquer-Lojean ; deux autres résistants (Roger Le Cam et Joseph Le Texier) sont fusillés le 1er août 1944 dans le village de Kerimars. Onézime Le Cam, résistant, a été tué lors d'un combat le 6 juin 1944 à Réguiny ; André Guillouzo, également résistant, a été tué lors des combats de la poche de Lorient le 16 octobre 1944 à Kervignac. Par ailleurs Émile Audo, Armand Charles, Jean Laudrin, Louis Laudrin, Jean Le Bot, Alphonse Le Garjean, Gérard Le Ralle et Jean Potel sont des soldats qui ont été tués lors de la bataille de France au printemps 1940. Henri Samson est mort le 12 octobre 1942 alors qu'il était prisonnier en Allemagne
Un monument commémoratif situé dans le village de Porh Legal, inauguré le 6 juin 1965, honore la mémoire de 105 résistants, soldats et victimes civiles du canton de Locminé tués par les Allemands.

#### L'après Seconde Guerre mondiale
Un soldat (Henri Le Gaillard) originaire de Moréac est mort pour la France pendant la Guerre d'Indochine.
Le patronage catholique "La Garde Saint-Cyr" existait en 1955.

### LeXXIesiècle

#### La création du canton de Moréac

Le canton de Moréac, créé en 2014.

Alors que depuis 1801 Moréac dépendait du canton de Locminé, le canton de Moréac est créé par un décret du 21 février 2014 dans le cadre de la réforme administrative portant la création de nouveaux cantons et des conseillers départementaux : il regroupe 8 communes incluses dans l'arrondissement de Pontivy et 16 dans celui de Vannes. Ce canton a pris la dénomination de "canton de Moréac" car laciommune de Moréac est la plus peuplée de ce nouveau canton du centre de la Bretagne.

#### Les éoliennes de Moréac
Au Nord-Est de la commune, cinq éoliennes ont été installées en 2010 à la Lande Bergero et trois au lieu-dit Sulniac, sur des terrains privés : chacune a une hauteur de 78 mètres et avec les pales, leur hauteur atteint 123 mètres. Leur puissance installe totale est de 16 MW, soit la consommation d'électricité de 13 000 foyers.
L'entreprise allemande Enercon a obtenu en 2021 l'autorisation de construire deux éoliennes de 180 mètres de haut, ce qui a provoqué de nombreuses oppositions et recours judiciaires (notamment de la Société pour la protection des paysages et de l'esthétique de la France (SPPEF) et d'une association locale "Vent de Panique 56" ainsi que de plusieurs municipalités avoisinantes comme celle d'Évellys, et y compris celle de Moréac (Moréac compte déjà 64 éoliennes dans un rayon de 17 km) ; mais les opposants ont été déboutés par la justice.

## Blasonnement

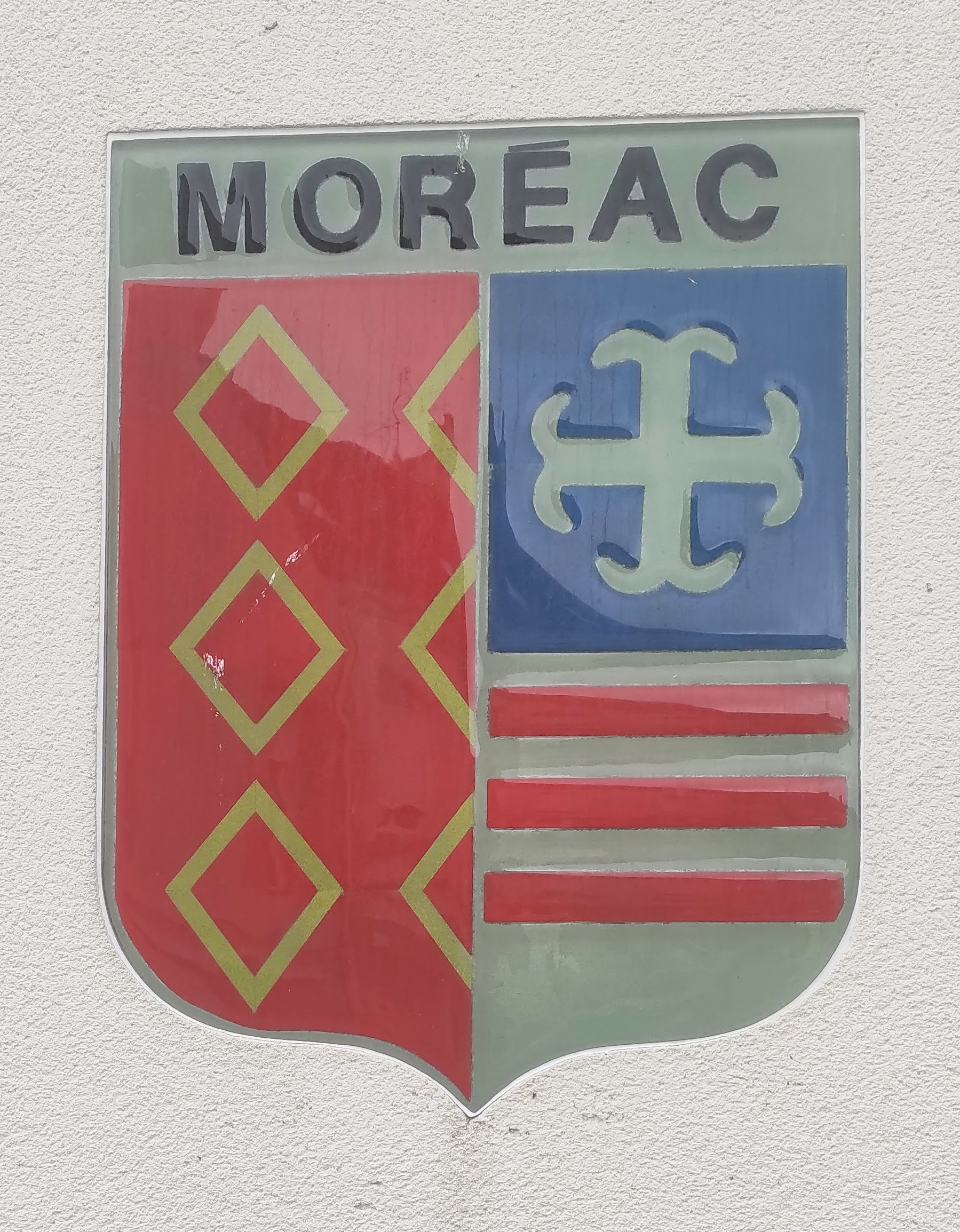
Moréac - blason sur un mur,
2 place de l'Église.

|  | Les armoiries de Moréac se blasonnent ainsi : Parti : au premier mi-parti de gueules à neuf mâcles d’or ordonnées 3, 3 et 3, au second coupé d’azur à la croix ancrée d’argent et au II) aussi d’argent aux trois fasces de gueules. (Armes de la famille de Stanghingant, brisées de Bretagne. Parti : de Rohan et coupé de Moréac et des Lanvaux.) |

## Politique et administration

### Liste des maires

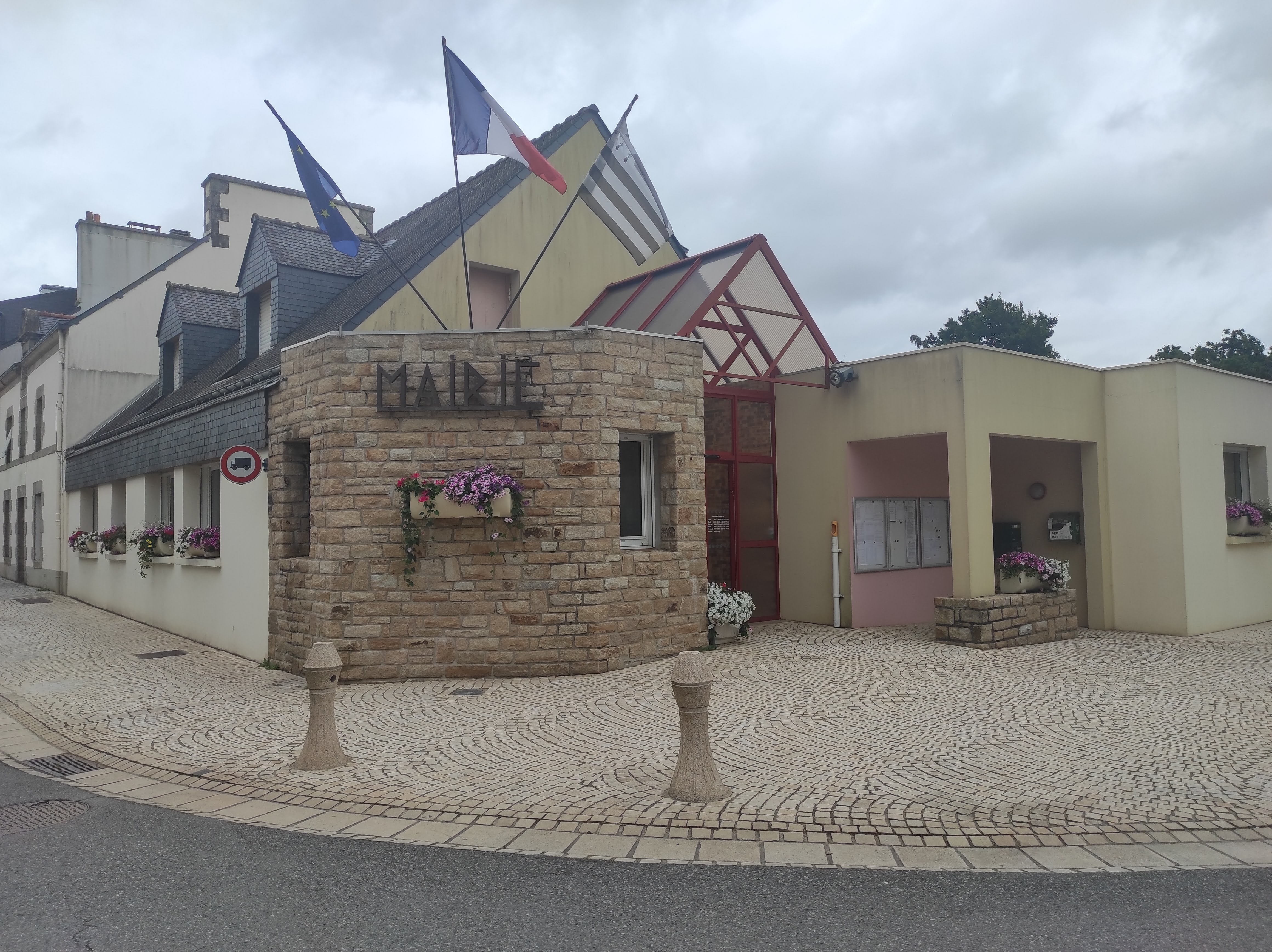
Moréac : la mairie

| Période                                  | Période   | Identité            | Étiquette | Qualité                                                                 |
| ---------------------------------------- | --------- | ------------------- | --------- | ----------------------------------------------------------------------- |
| 1790                                     | 1801      | Yves Le Toquin      | .         | Laboureur. Assassiné par les Chouans le 27 avril 1801.                  |
| 1801                                     | 1808      | Jean-Marie Colleter | .         | Menuisier.                                                              |
| 1808                                     | 1819      | Jacques Audouyn     | .         | Propriétaire. Conseiller de préfecture. Il fut aussi maire d'Hennebont. |
| 1819                                     | 1843      | Louis Le Gal        |           | Cultivateur.                                                            |
| 1843                                     | 1848      | Louis Martin        | .         | Cultivateur.                                                            |
| 1848                                     | 1854      | Mathurin Josso      | .         | Laboureur.                                                              |
| 1854                                     | 1866      | Pierre Le Bras      | .         | Cultivateur                                                             |
| 1866                                     | 1891      | Joseph Cobigo       | .         | Cultivateur                                                             |
| 1891                                     | 1903      | Mathurin Martin     | .         | Cultivateur.                                                            |
| 1903                                     | 1919      | Jacques Le Gal      | .         | Cultivateur.                                                            |
| 1919                                     | 1935      | Joachim Lécuyer     | .         | Cultivateur.                                                            |
| 1935                                     | mai 1953  | Joseph Coëtmeur.    |           | Cultivateur.                                                            |
| mai 1953                                 | mars 1965 | Emmanuel Le Jeune   |           |                                                                         |
| mars 1965                                | mars 1983 | Alfred Le Biavant   |           | Instituteur.                                                            |
| mars 1983                                | mars 1989 | Michel Le Houézec   |           |                                                                         |
| mars 1989                                | juin 1995 | Yanic Fontaine      |           |                                                                         |
| juin 1995                                | mars 2014 | André Allioux       | DVD       | Cadre bancaire                                                          |
| mars 2014 Réélu en 2020                  | En cours  | Pascal Roselier     | DVD       | Éleveur                                                                 |
| Les données manquantes sont à compléter. |           |                     |           |                                                                         |

## Démographie
L'évolution du nombre d'habitants est connue à travers les recensements de la population effectués dans la commune depuis 1793. Pour les communes de moins de 10 000 habitants, une enquête de recensement portant sur toute la population est réalisée tous les cinq ans, les populations de référence des années intermédiaires étant quant à elles estimées par interpolation ou extrapolation. Pour la commune, le premier recensement exhaustif entrant dans le cadre du nouveau dispositif a été réalisé en 2005.

En 2022, la commune comptait 3 692 habitants, en évolution de −1,91 % par rapport à 2016 (Morbihan : +3,82 %, France hors Mayotte : +2,11 %).
| 1793  | 1800  | 1806  | 1821  | 1831  | 1836  | 1841  | 1846  | 1851  |
| ----- | ----- | ----- | ----- | ----- | ----- | ----- | ----- | ----- |
| 2 259 | 2 105 | 2 492 | 2 400 | 2 538 | 3 005 | 3 075 | 3 090 | 3 169 |

| 1856  | 1861  | 1866  | 1872  | 1876  | 1881  | 1886  | 1891  | 1896  |
| ----- | ----- | ----- | ----- | ----- | ----- | ----- | ----- | ----- |
| 3 001 | 2 877 | 2 963 | 2 749 | 2 852 | 3 031 | 3 087 | 3 111 | 3 150 |

| 1901  | 1906  | 1911  | 1921  | 1926  | 1931  | 1936  | 1946  | 1954  |
| ----- | ----- | ----- | ----- | ----- | ----- | ----- | ----- | ----- |
| 3 194 | 3 291 | 3 250 | 3 198 | 3 268 | 3 212 | 3 013 | 2 883 | 2 763 |

| 1962  | 1968  | 1975  | 1982  | 1990  | 1999  | 2005  | 2006  | 2010  |
| ----- | ----- | ----- | ----- | ----- | ----- | ----- | ----- | ----- |
| 2 733 | 2 593 | 2 662 | 2 766 | 2 920 | 2 893 | 3 307 | 3 395 | 3 783 |

| 2015  | 2020  | 2022  | - | - | - | - | - | - |
| ----- | ----- | ----- | - | - | - | - | - | - |
| 3 759 | 3 703 | 3 692 | - | - | - | - | - | - |

## Économie
L'industrie agroalimentaire est très présente à Moréac avec deux sites du groupe Bernard Jean Floc'h (Salaisons sur la ZA du Barderff et abattoirs à Kerbethune) et le site de surgélation du groupe Greenyard Frozen (ZA du Barderff le long de la RN24).

## Activités sportives et artistiques

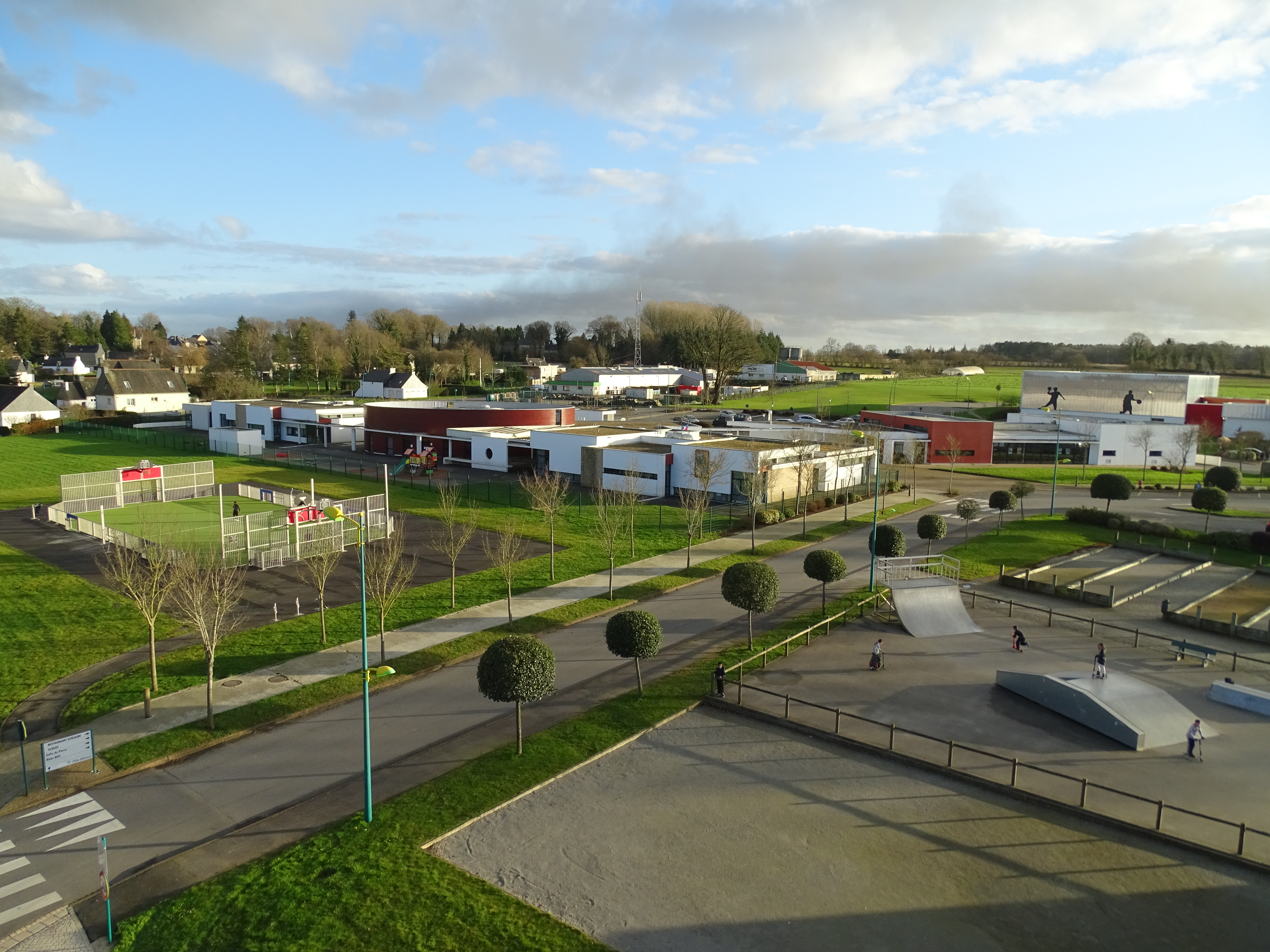
Le terrain multisports : vue générale.
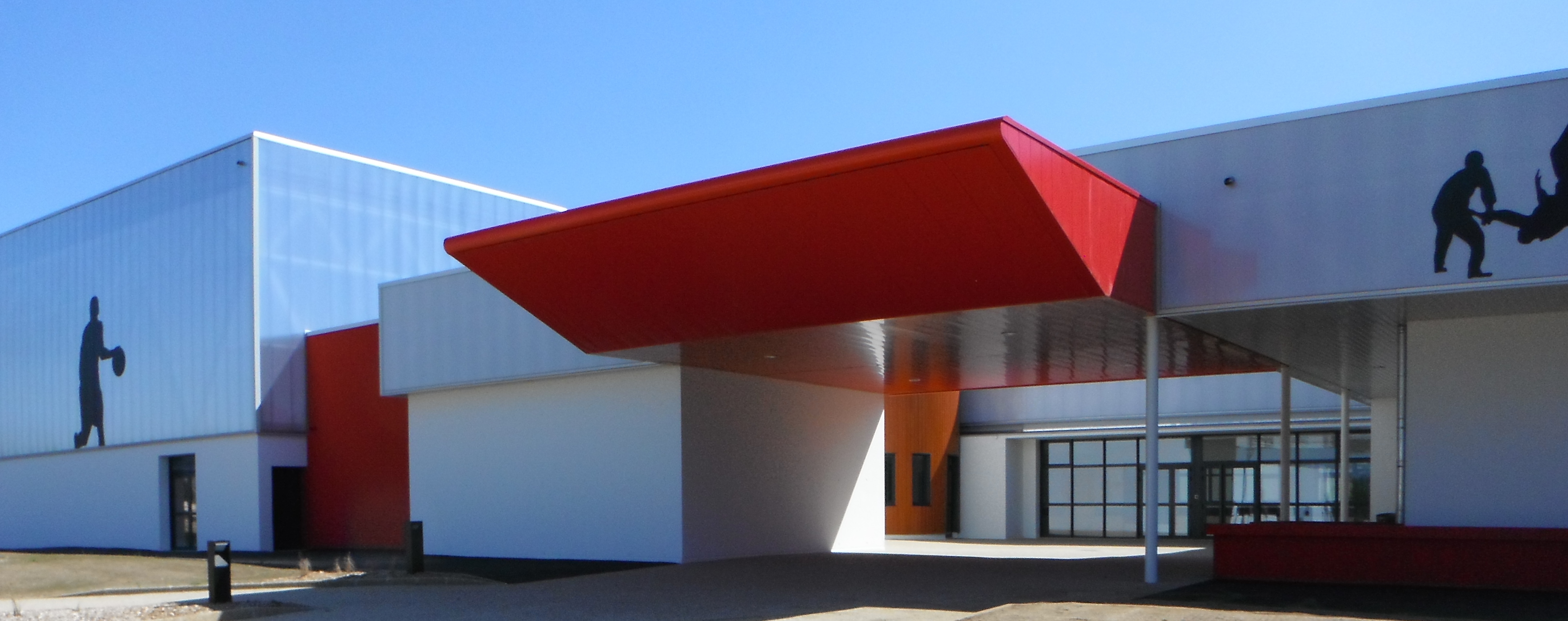
La salle du Parco (activités sportives et artistiques).
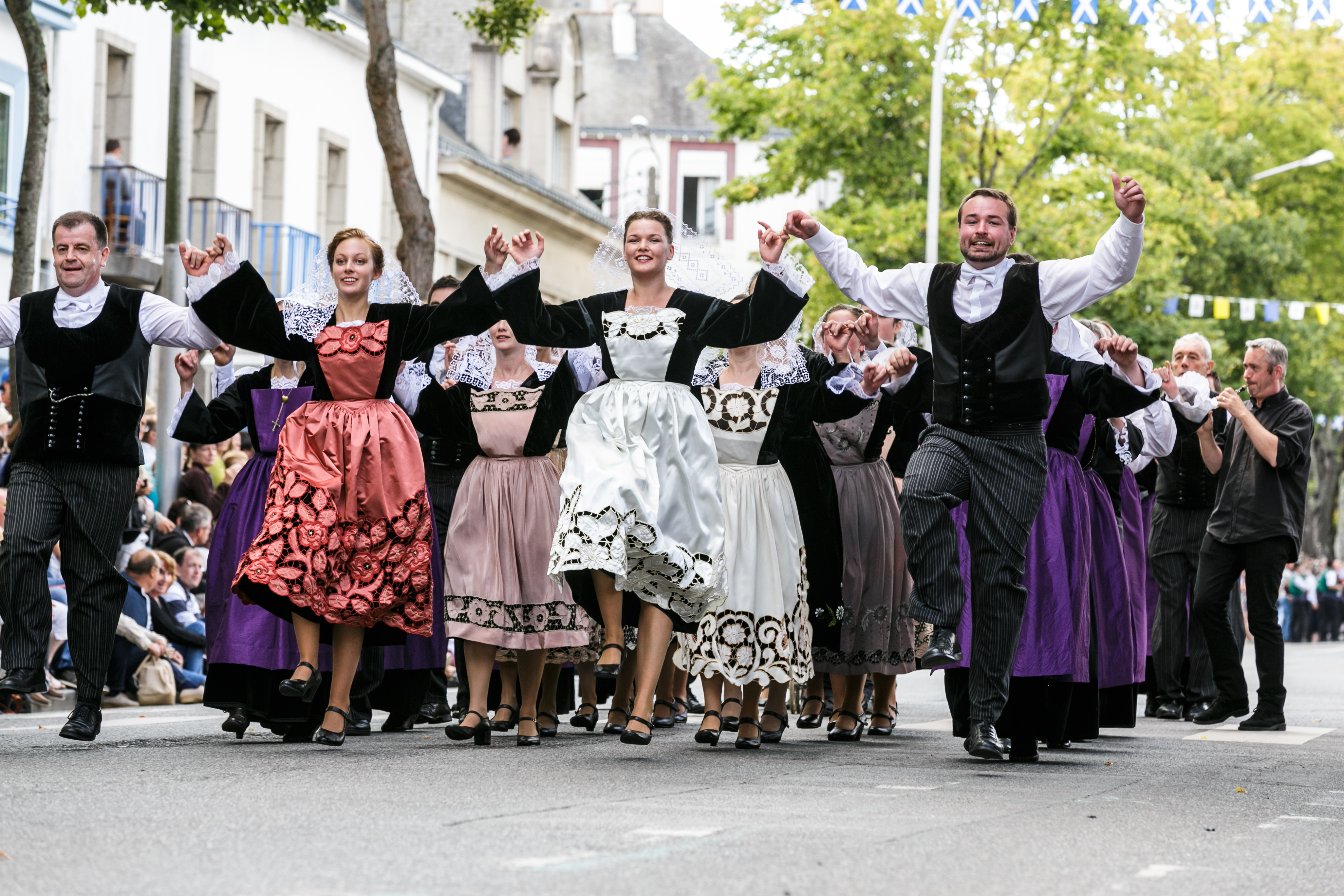
Le cercle celtique Krollerion Mourieg au Festival interceltique de Lorient (en 2017).
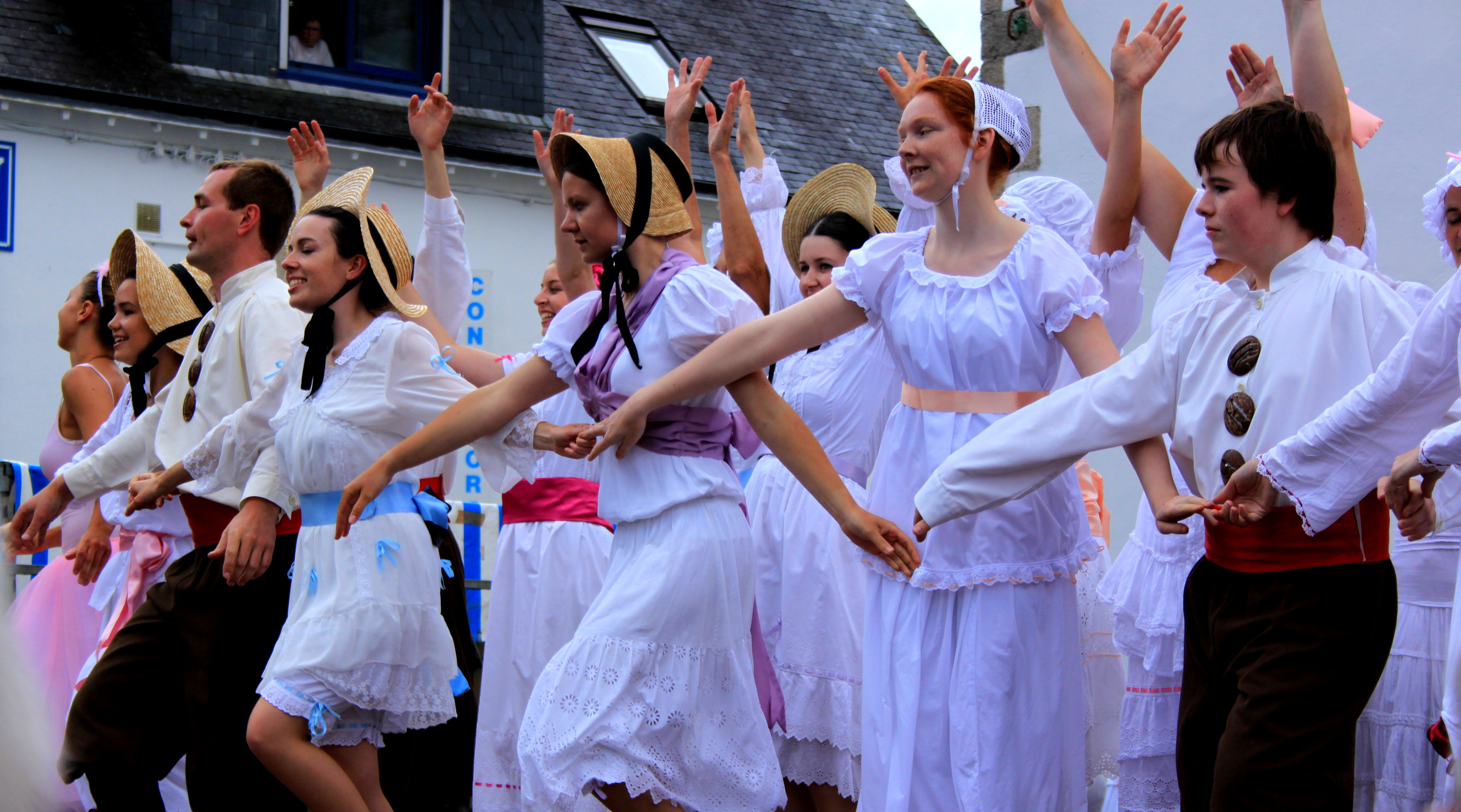
Le cercle celtique Krollerion Mourieg à la Fête des Fleurs d'Ajonc de Pont-Aven (en 2012).

## Enseignement
L'École primaire publique "Le Grand Marronnier" accueille 157 élèves, répartis en 7 classes, pendant l'année solaire 2023-2024.

## Langue bretonne
À la rentrée 2017, 62 élèves étaient scolarisés dans la filière bilingue catholique (soit 14,4 % des enfants de la commune inscrits dans le primaire).

## Culture locale et patrimoine

### Lieux et monuments
- Église paroissiale Saint-Cyr : l'ancienne église fut réparée en 1640, mais, menaçant ruine, elle fut remplacée par l'actuelle, aussi dédiée à saint Cyr, construite entre 1718 et 1730 ; le retable du maître-autel date de 1750 ; ses autels latéraux sont dédiés au Rosaire et aux Saints-Anges ; elle est en forme de croix latine.

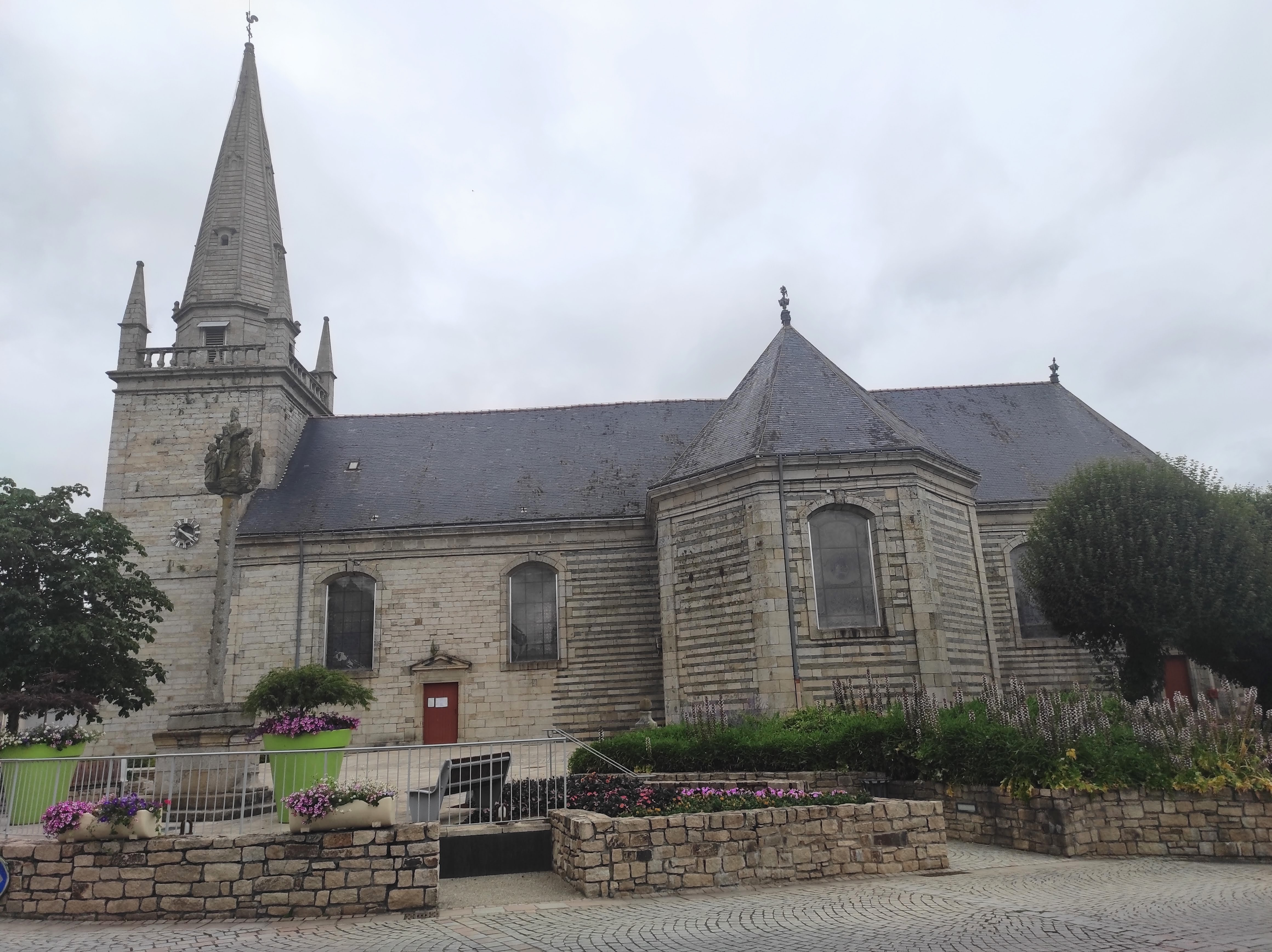
Vue extérieure d'ensemble.
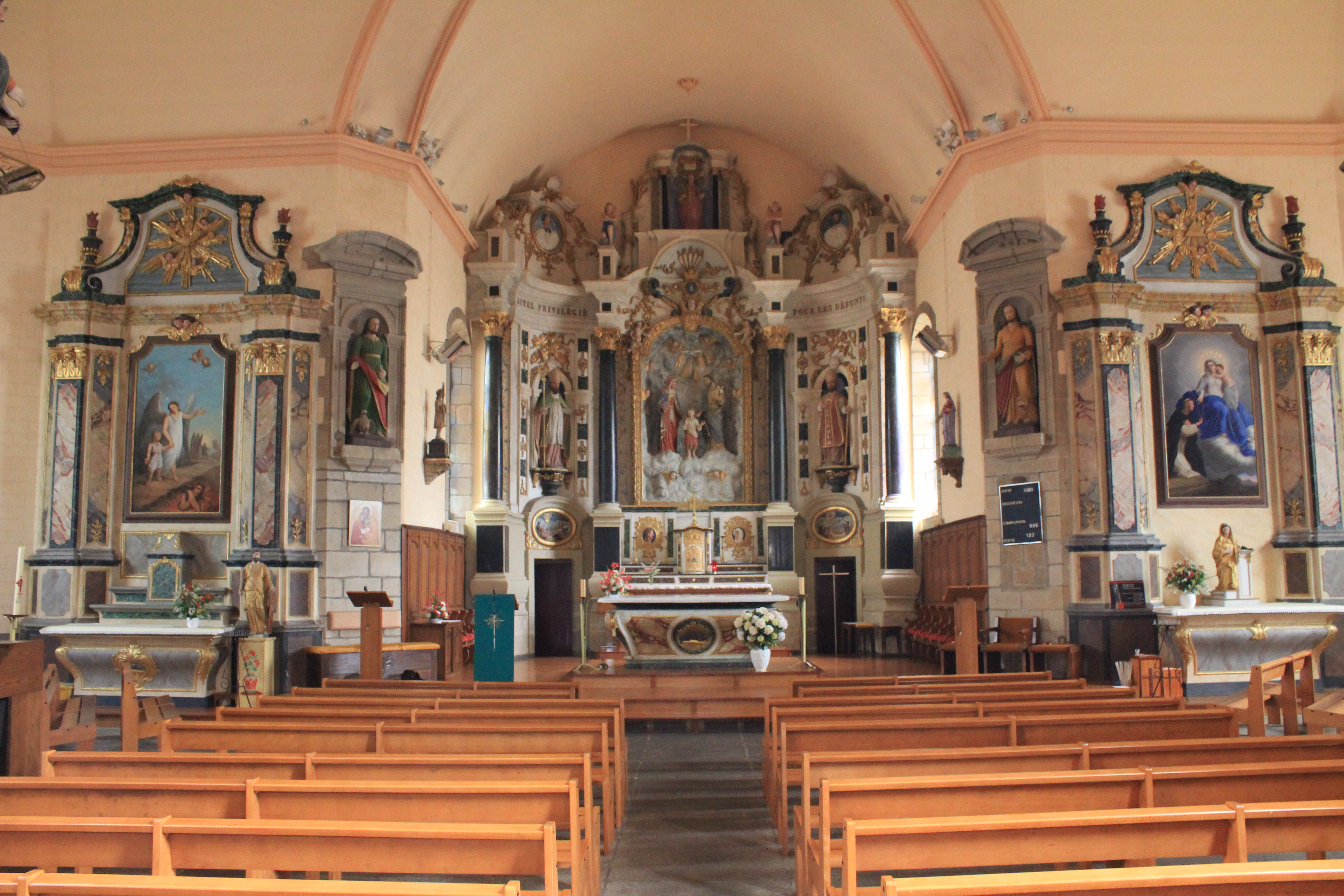
Le retable principal et les deux retables latéraux.
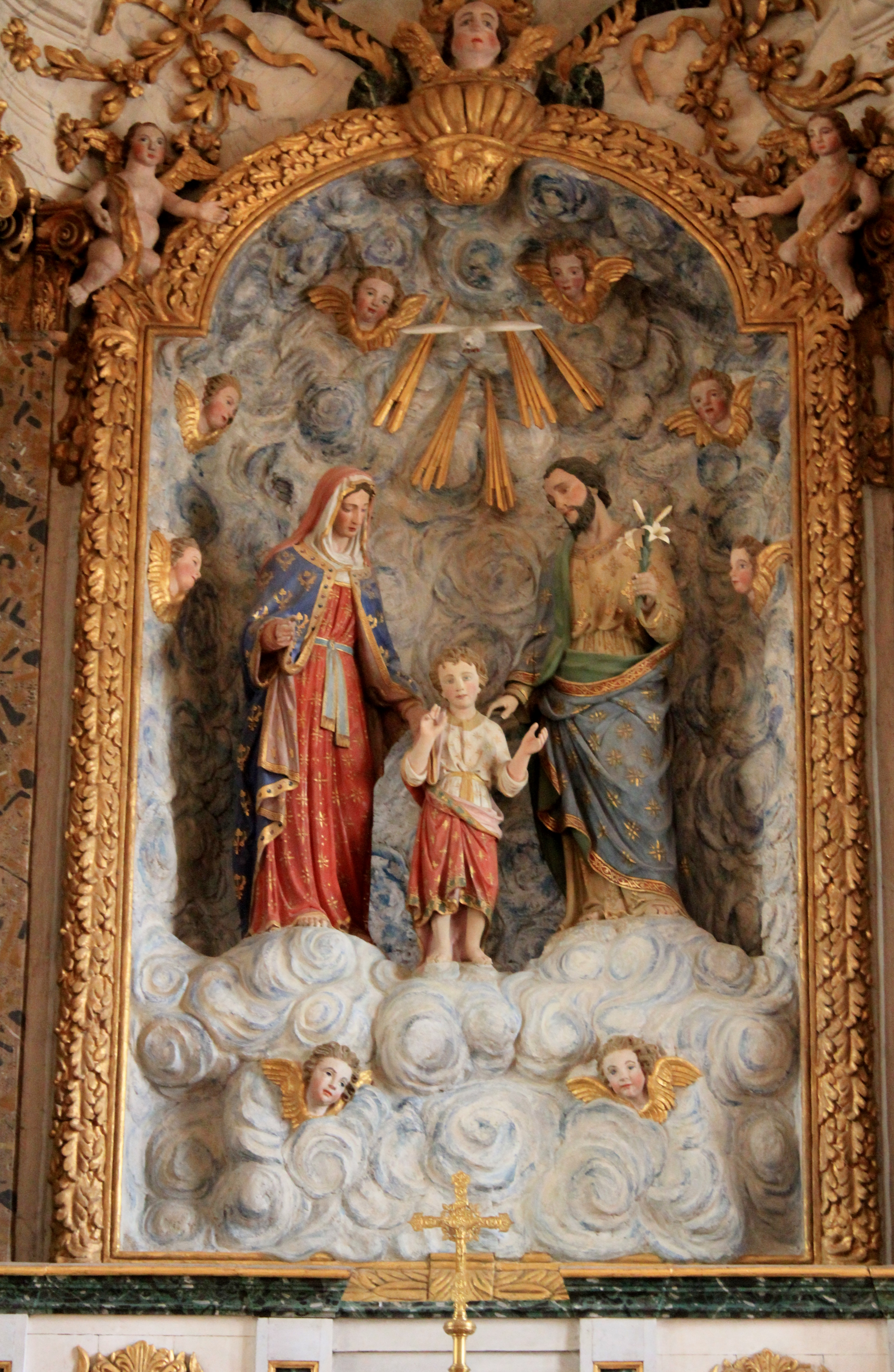
Tableau de la Sainte Famille dans le retable central.
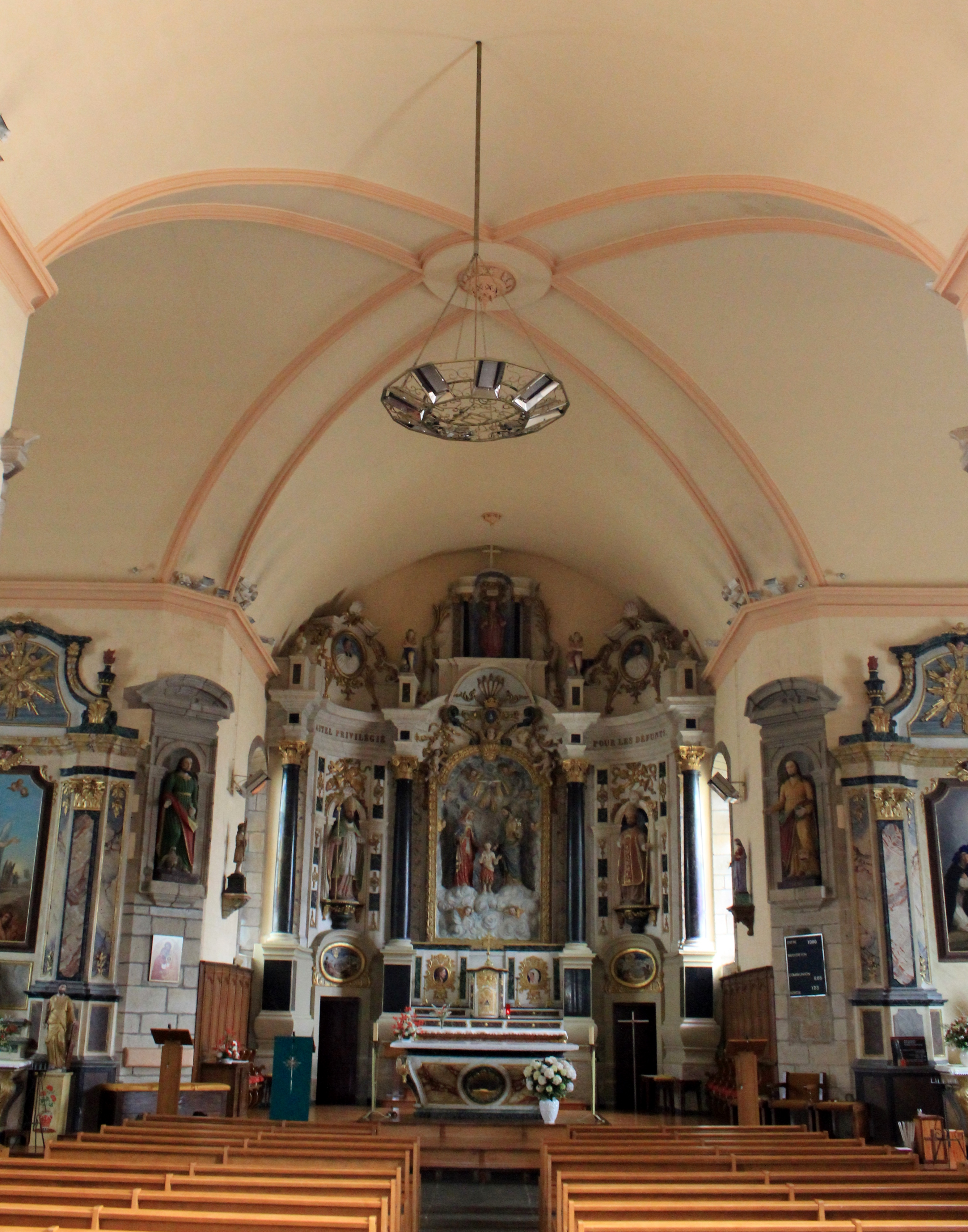
Le chœur.
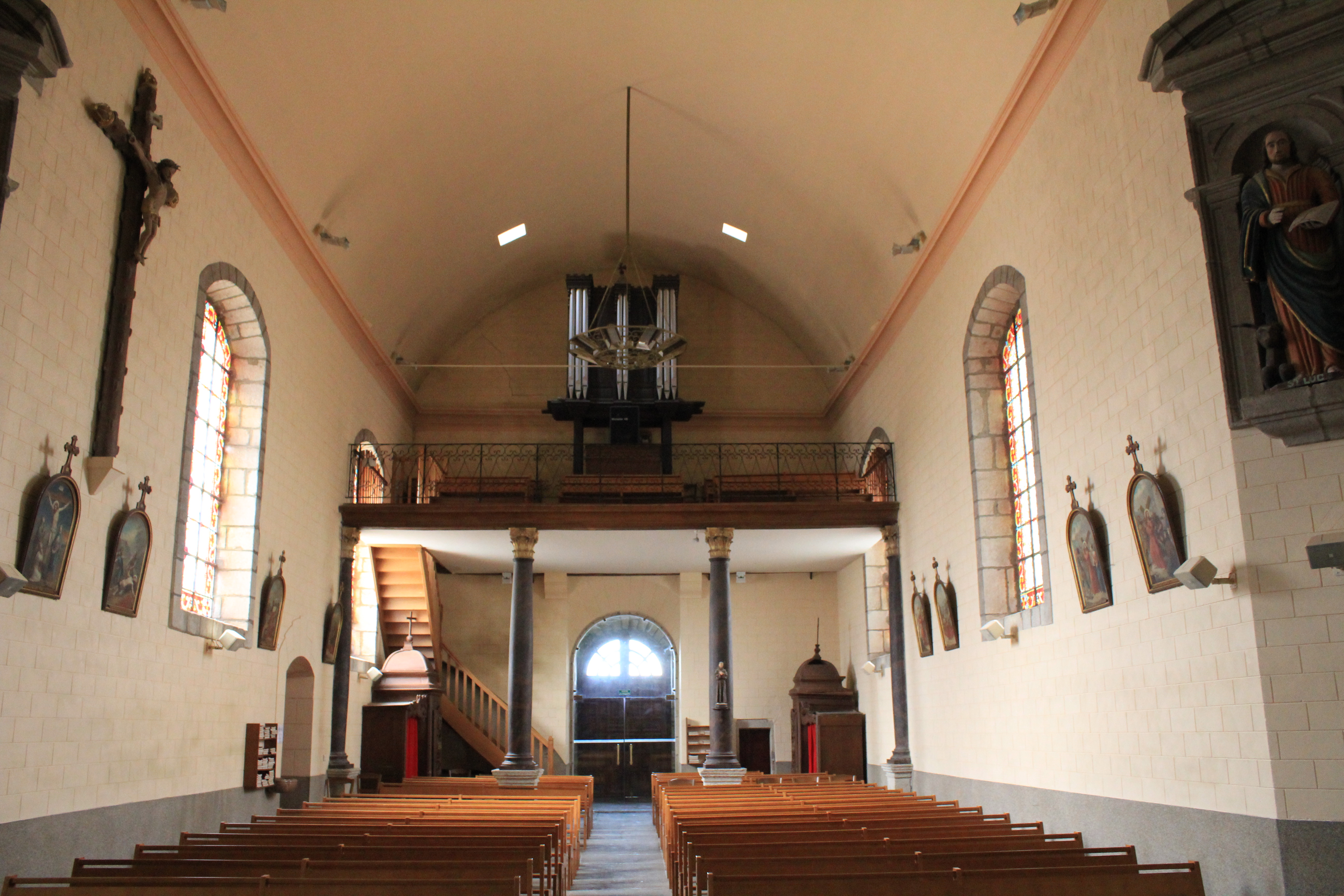
Vue de la nef depuis le chœur.
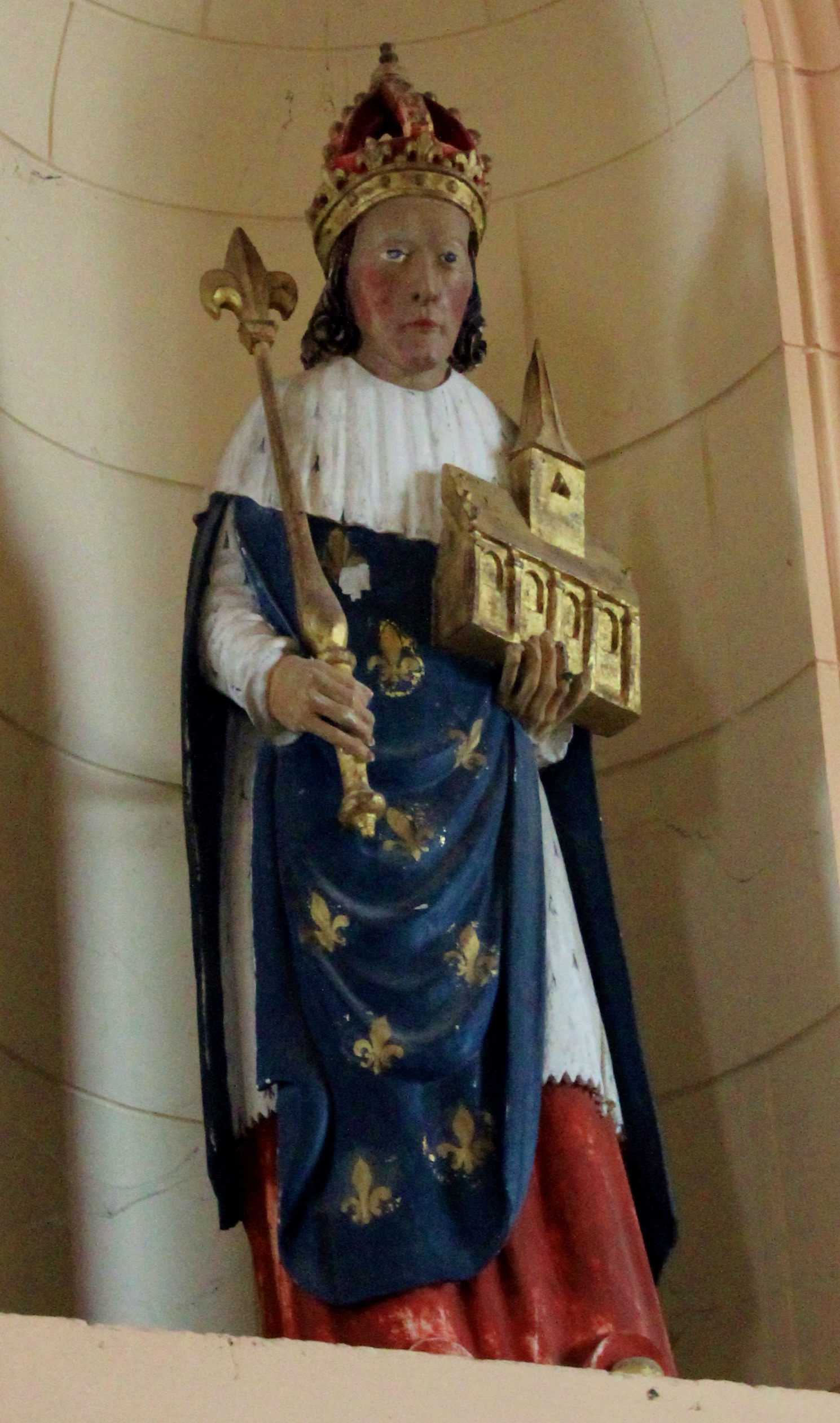
Statue d'un roi (saint Louis ?
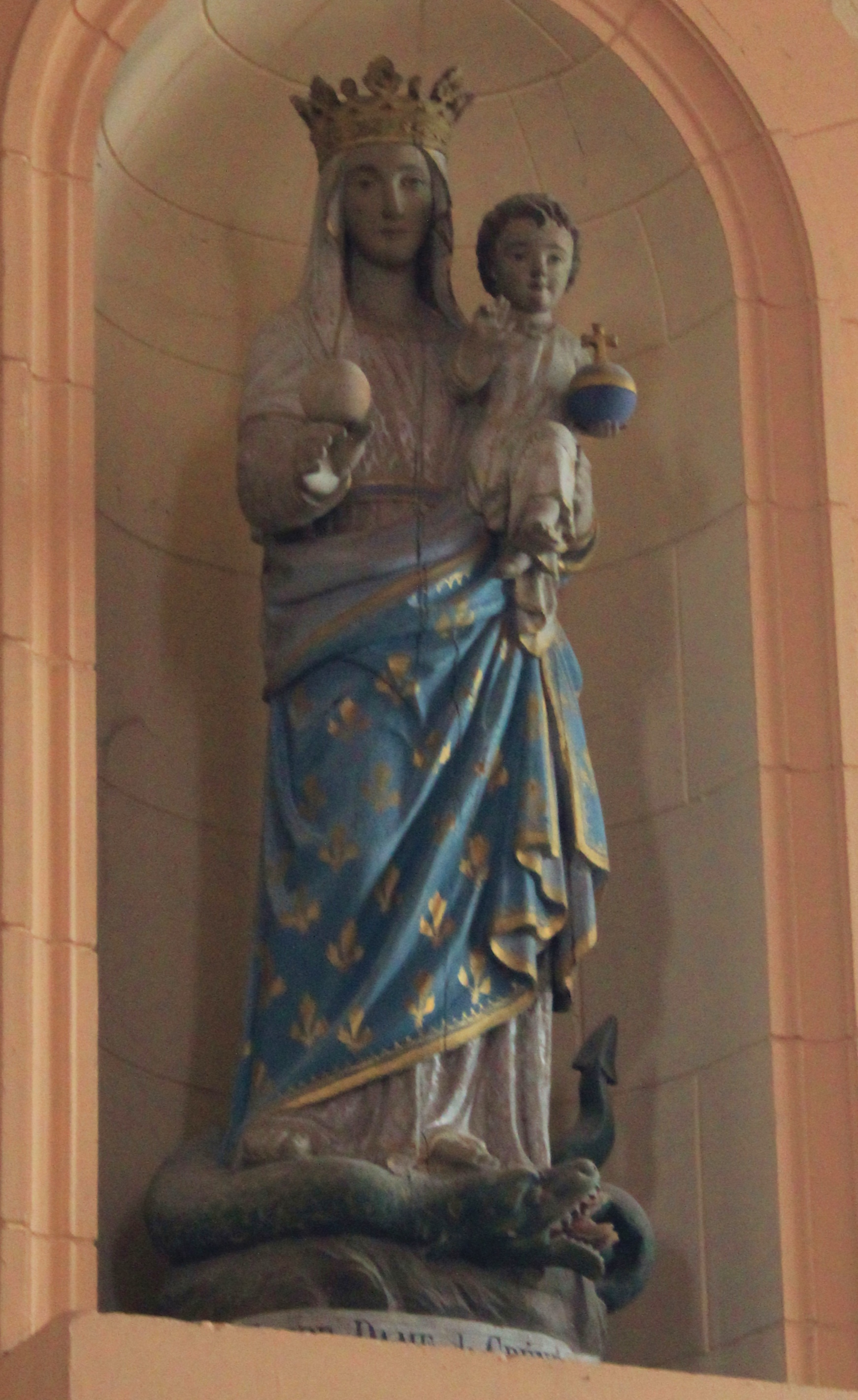
Vierge à l'Enfant piétinant un dragon.
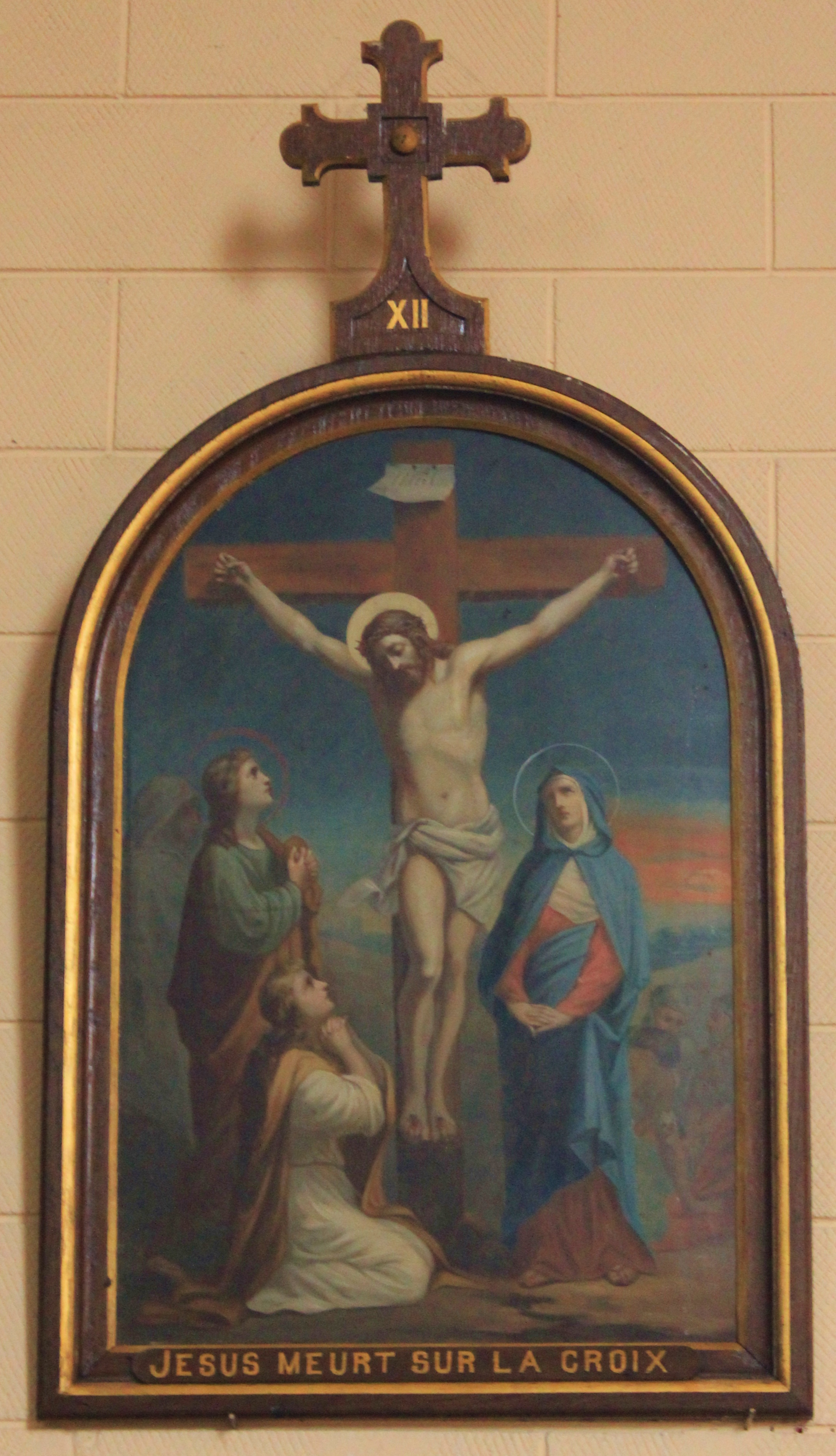
Chemin de croix : station n°12.

- Calvaire en granit – XVIe siècle – rue du Bourgneuf ;

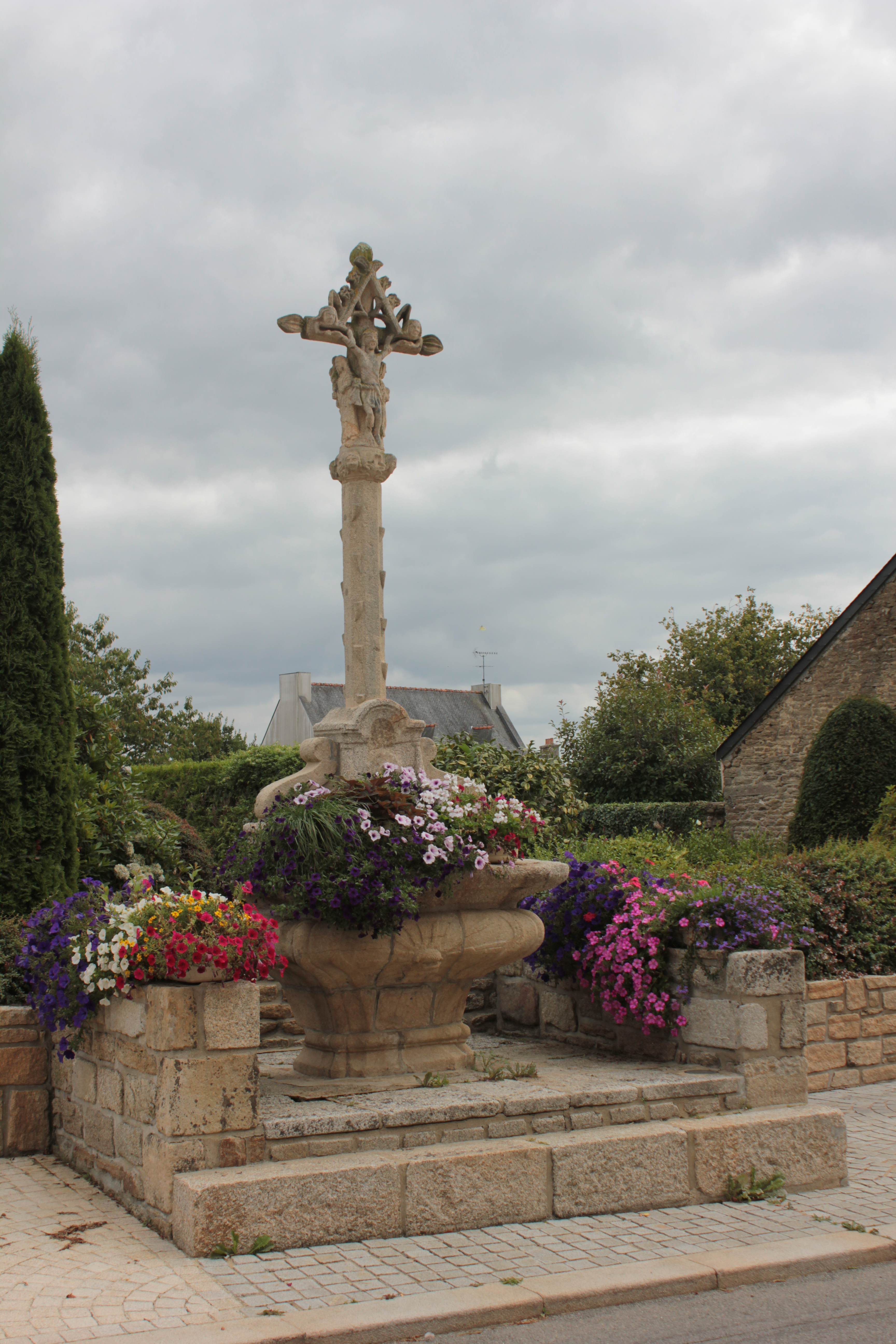
Calvaire de Moréac : vue d'ensemble.

- Calvaire en granit – XVIIIe siècle : le Christ est flanqué de deux larrons ; son socle porte les dates de 1770, 1880 et 1932 ;
- Croix en granit – XVIe siècle – Croez Er Liss ;
- Croix en granit – XIXe siècle – village du Faouët ;
- Croix en granit – « Parc er Santez » ;
- Chapelle Saint-Jean-Baptiste, en granit – 1627 – Lojean ;
- Chapelle du Saint-Esprit – 1644 – Le Faouët d’En Haut ;
- Chapelle Saint-Ivy – 1887/1888 – Saint-Ivy : elle a été décrite en détail par Louis Rosenzweig en 1863 ; il décrit aussi la chapelle Sainte-Anne, située au Bourgneuf, de nos jours disparue[27].

Selon la tradition, à Moréac, on adressait des neuvaines à saint Ivy pour abréger les souffrances des agonisants.
- Le manoir de Croëz-er-lis date du XVIIe siècle et a été restauré au XIXe siècle. Il est situé à l’emplacement de l’abbaye primitive de la paroisse avant son transfert au Loc-Menech (Locminé),

### Personnalités liées à la commune
- Pierre Talmont (1977-), footballeur professionnel, grandit à Moréac.